# 置鮎龍太郎
置鮎 龍太郎（おきあゆ りょうたろう、1969年11月17日 - ）は、日本の声優、舞台俳優。青二プロダクション所属。劇団ヘロヘロQカムパニー所属。

## 経歴

### 生い立ち
1969年福岡県北九州市に生まれ、小学校3年生の時に親の仕事の都合で大阪府に転居し、大阪府大阪市住之江区にある南港ポートタウンに住んでいた。父親は置鮎が生まれる前に映画会社の東映の広報部に勤めていた時期があり、昔の同僚からアニメのポスターやセル画をもらってくることがあった。その環境から1つ年上の姉とともにアニメが好きで、劇場用アニメのレコード・ドラマなどをよく一緒に聞いたという。テレビアニメでは、『伝説巨神イデオン』が好きで観ており、そのころから演者も気になっていたという。それを見てゾクゾクとしており、そういう経験を覚えており、職業を決めようという時に「声優？」と思ったのかもしれないという。姉は、アニメに関わっていた時期もあるほど絵の分野で長けていたが、置鮎は絵を描くことよりキャラクターの声真似で遊ぶことに楽しさを見出し、「台詞をしゃべることがおもしろいことだ」と感じるようになる。大阪市立南港光小学校、大阪市立南港北中学校を経て、大阪府立阿倍野高等学校進学後の高校1年生のころに「声優をやってみたい」と考えはじめ、養成所の資料を取り寄せたりするようになったが、経済面から卒業後にしようと思い高校時代はお金を貯めるためにアルバイトをはじめる。しかし、お金は他のことに使ってしまっていたため、結局親から借りて養成所に通うことになった。親からは、大学に行くことを勧められたが、目的がなかったため養成所に行くことを決めていた。当時、大阪にはほとんど養成所がなかったなかオーディションを受け青二塾大阪校に入塾。塾内選考で青二プロダクションのオーディションに合格し、大阪から上京する。合格通知を貰った時は泣いたという。上京当初は、東京にいた従兄弟の所に上がり込み、部屋を探した。当時は青山の銀座ルノアールでアルバイトをしつつ、従兄弟がいた設計関係の会社で雑用のアルバイトを並行していた。同期に國府田マリ子、太田真一郎、田中一成がいる。

### キャリア
声優としての初めての仕事は予備校のラジオCM、および花の万博会場を徘徊するリモコンロボの声だとしている。アニメでの初仕事は『ドラゴンクエスト』のリリパット役。『新世紀GPXサイバーフォーミュラ』のフランツ・ハイネル役で初レギュラー。初主演はOVA『ダークキャット』である。テレビアニメでは『地獄先生ぬ〜べ〜』の鵺野鳴介役が初主役となる。ぬ〜べ〜は当時の置鮎の「集大成の役」であり「目いっぱい自分を出せた役」、「自分と年齢が近く自然に演じられた」と語っており、終わると聞いたときは泣いてしまったという。
『機動戦艦ナデシコ』では「ZMAP」（伊藤健太郎、真殿光昭、川上とも子、南央美）、『卒業M』では「E.M.U」（石川英郎、神奈延年、阪口大助、緑川光）、『テニスの王子様』では「青酢」（甲斐田ゆき、近藤孝行、皆川純子）、「眼鏡's」（木内秀信、津田健次郎）、「GIGS」（皆川純子、諏訪部順一、楠大典）、「イケメン侍」（皆川純子、諏訪部順一、永井幸子、楠大典、新垣樽助、細谷佳正）と、出演作品関連のユニットに複数参加している。

### 現在まで
2016年から劇団ヘロヘロQカムパニーで、舞台俳優としても活動している。
2023年、第17回声優アワード助演声優賞を受賞。

## 人物
中学時代はバスケットボール部、高校時代は剣道部と運動部に所属していたが、いずれも長続きせず、部活退部後は帰宅部だった。また小学生時代、父の会社の人と家族ぐるみで海に行った時によその子供をあやしたりしているうちに、「子供をあやすのは楽しいなあ」と思い、声優以外には保父になりたかったという。
苗字の「置鮎」はほとんどは「おきあい」と読むが、置鮎の場合は、父が結婚する時に「おきあゆ」に読みを変更したと語る。名前の「龍」は坂本龍馬から由来するという。よく名前の読みを「りゅうたろう」と読み間違われることもあるという。

### 特色
方言は大阪弁。音域はA - E♯。
声優としては、多数のアニメ、テレビ、映画、ラジオに出演しており、歌手としてCDもリリースしている。
役柄としてはクールな美形役を中心に、幅広く演じこなしている。
演じるのが難しいキャラクターは台詞の量が少ない役は難しく、少ない台詞の中から細かいニュアンスを汲み取り、表現しないといけず、「あの意味深な台詞はこれがあったからか！」「あの表情と仕草にこんな秘密が隠されてたのか」という。一方、台詞が多いキャラクターは、思いをほぼすべて台詞で語ってくれることから、演じる側としても表現がしやすいという。
テレビアニメ『SLAM DUNK』では三井寿役を演じていたが、『ママレード・ボーイ』の松浦遊役を演じていたことがきっかけで起用された。しかし当初は作品自体の『SLAM DUNK』は無知だったという。2015年時点では三井役を演じていたおかげで、若手声優から「観てました」と言われることも多いという。
平成末期以降、テレビアニメ『戦国BASARA弐』の豊臣秀吉役、『トリコ』のトリコ役などの、いわゆる「ごつい系」の役を演じることが多い。鍛え抜かれた役を初めて演じていた時は、「どうしてこの役を自分に？」「そういう役に定評があるわけでもないのになぜだろ？」と謎だったという。
『戦国BASARA』のゲーム収録の最初のころは違和感があり「できてるのかなぁ？」と不安であり、最初のころは意識し過ぎていたこともあり、また単なる思い込みで「大柄のムキムキの役だから、低音を出さなきゃいけない」と一生懸命演じていた。自分で聴いてみて「自然に聴こえないな」と年齢とともに低音に余裕が出るようになってきていることから、「もっと自然にやったほうがいいんじゃないか」と思った。その後は、うまくコツをつかみ、自然にマッチョ感を出せるようになり、体に負担なく演じられるようにもなった。その時は絶対に自分から「やりたい」と言うような役ではなく、これはスタッフに「自分の新しい扉を発見していただいたのかな」と語る。

### 趣味・嗜好
音楽は、姉の影響で昔からさだまさしを聴く。その後、浜田省吾、槇原敬之、いきものがかり、奥華子の曲を聴く。
好物はカレーとコロッケと公言している。

## 家族・親族
妻は声優の前田愛。元妻は声優の永澤菜教。
元妻の娘は声優の長澤水萌。
事務所のマネージャーの妻の兄とは、中学1年生の時の同級生である。
姉はアニメーターだったが、1995年の時点で退職している。他に7つ違いの妹もいる。

## 出演
太字はメインキャラクター。

### テレビアニメ
1990年
- ちびまる子ちゃん（少年の兄、キヨシ、井上）
- ドラゴンクエスト（リリパット）
- まじかる☆タルるートくん（1990年 - 1991年、黒服軍団、原子軍団員、サラリーマン、男子生徒、生徒、青年）

1991年
- キテレツ大百科（春木、子分甲、ボーイ、家来A、先生、中学生B、野々村）
- 緊急発進セイバーキッズ
- ゲッターロボ號
- 新世紀GPXサイバーフォーミュラ（フランツ・ハイネル）

1992年
- ウルトラマンキッズ 母をたずねて3000万光年（ユートムトムA）
- クレヨンしんちゃん（須賀、ディカプリオ、タッキー佐藤、パーサー 他）
- スーパービックリマン（悪魔B、悪魔）
- 大草原の小さな天使 ブッシュベイビー（タマラ）
- 美少女戦士セーラームーン（1992年 - 1995年、雄二、アキラル、ジョージ、タイガーズ・アイ） - 4シリーズ

1993年
- GS美神（司会者、副委員長）
- 疾風!アイアンリーガー（1993年 - 1994年、マッハウインディ）
- ツヨシしっかりしなさい（1993年 - 1994年、藤辰也、男子学生A）
- ミラクル★ガールズ（ツカサ）
- 勇者特急マイトガイン（1993年 - 1994年、ファイアダイバー / ガードダイバー、ジュン、チンジャ・ルース、情報屋）

1994年
- 銀河戦国群雄伝ライ（羅候）
- ゴールFH（宮本拓也）
- SLAM DUNK（1994年 - 1996年、三井寿、陵南選手）
- それいけ!アンパンマン（チョコレートマン〈3代目〉）
- 覇王大系リューナイト（1994年 - 1995年、グラチェス）
- 魔法騎士レイアース（1994年 - 1995年、イノーバ）
- ママレード・ボーイ（1994年 - 1995年、松浦遊）
- 勇者警察ジェイデッカー（1994年 - 1995年、マクレーン / ビルドタイガー / スーパービルドタイガー、スタッフ、ムドラー）

1995年
- アニメ世界の童話（アラジン）
- 空想科学世界ガリバーボーイ（月光）
- 新機動戦記ガンダムW（1995年 - 1996年、トレーズ・クシュリナーダ）
- 神秘の世界エルハザード（1995年 - 1996年、陣内克彦）
- 黄金勇者ゴルドラン（1995年 - 1996年、レオンカイザー）

1996年
- 怪盗セイント・テール（ジョン）
- 機動戦艦ナデシコ（1996年 - 1997年、整備員、アカツキ・ナガレ）
- 地獄先生ぬ〜べ〜（1996年 - 1997年、鵺野鳴介）
- 逮捕しちゃうぞ（山川）

1997年
- 赤ちゃんと僕（木村成一）
- 吸血姫美夕（ガーリンネ）
- 少女革命ウテナ（風見達也）
- 中華一番!（1997年 - 1998年、フェイ）
- 忍たま乱太郎（1997年 - 2025年、田鳥毛内、魔界之先生、善法寺伊作、コレステロール号 他）
- BURN-UP EXCESS（ユージ）
- HAUNTEDじゃんくしょん（赤マント仮面）
- MAZE☆爆熱時空（ゴージャス）
- 名探偵コナン（1997年 - 2025年、真田一三、由良達彦、沖矢昴、綾小路文麿）
- 烈火の炎（紅麗）

1998年
- アンドロイド・アナ MAICO 2010（松尾伝助）
- Weiß kreuz（1998年 - 2002年、クロフォード） - 2シリーズ
- ドクタースランプ（1998年 - 1999年、Dr.マシリト、摘突詰）
- どっきりドクター（田島貢）
- 忍ペンまん丸（喜鬼火）
- 魔術士オーフェン（1998年 - 2000年、ハーティア） - 2シリーズ
- まもって守護月天!（野村たかし）
- 遊☆戯☆王（本田ヒロト）
- よいこ
- ヨシモトムチッ子物語（ハンシンオケラ）

1999年
- エクセル・サーガ（渡辺通）
- 神風怪盗ジャンヌ（木村卓美）
- 人形草紙あやつり左近（藤田善吉）
- ゴクドーくん漫遊記（三蔵）
- 週刊ストーリーランド（1999年 - 2000年、久美の父、桜田明）
- 十兵衛ちゃん シリーズ（1999年 - 2004年、小田豪鯉之介） - 2シリーズ
- 神八剣伝（トモカ・タイガ）
- 星方天使エンジェルリンクス（サイラス）
- 小さな巨人 ミクロマン（謎の男 / プロフェッサーK）
- Di Gi Charat（木村拓郎）
- ドラえもん（テレビ朝日版第1期）（ねずみ小僧）
- Bビーダマン爆外伝V（エンマ大王ボン）

2000年
- 機巧奇傳ヒヲウ戦記（伊藤）
- グラビテーション（K）
- 幻想魔伝 最遊記（葬儀屋）
- 勝負師伝説 哲也（2000年 - 2001年、阿佐田哲也）
- 真・女神転生デビチル（2000年 - 2001年、大魔王ルシファー、ゲンブ）
- だぁ!だぁ!だぁ!（諸星輝）
- BOYS BE…（反町隆広）
- ポケットモンスター（ヒビキ）
- ラブひな（2000年 - 2001年、坂田健太朗） - 1シリーズ + 特別編2本

2001年
- アルジェントソーマ（士官）
- キャプテン翼（平成版）（2001年 - 2002年、アナウンサー、片桐宗政）
- シスター・プリンセス（山神燦緒）
- ジャングルはいつもハレのちグゥ（アシオ）
- タッチ CROSS ROAD〜風のゆくえ〜（アナウンサー）
- テイルズ オブ エターニア THE ANIMATION（グリッド）
- テニスの王子様（2001年 - 2024年、手塚国光、喜多一馬、堂本、石川博之、手塚国一） - 4シリーズ
- とっとこハム太郎（ダイスケさん）
- ののちゃん（辺見）
- フルーツバスケット（草摩紫呉）
- PROJECT ARMS（キース・ブラック）
- HELLSING（エンリコ）
- RUN=DIM（ケン・ミューラー）

2002年
- 朝霧の巫女（乱裁道宗、楠木正志）
- あたしンち（2002年 - 2006年、ウェイター、美術教師）
- キン肉マンII世（2002年 - 2006年、ケビンマスク、プリプリマン） - 3シリーズ
- サイボーグ009 THE CYBORG SOLDIER（ママドゥ）
- 爆闘宣言ダイガンダー（ボーンレックス / ダイガレックス）
- 炎の蜃気楼（織田信長）

2003年
- アストロボーイ・鉄腕アトム（クラウス）
- ウルトラマニアック（信之助）
- 機動戦士ガンダムSEED（アンドリュー・バルトフェルド）
- 金色のガッシュベル!!（高嶺清太郎、バリー）
- 出撃!マシンロボレスキュー（ファイヤーロボ、佐々木幸四郎）
- 探偵学園Q（山崎徹）
- D・N・ANGEL（ダーク・マウジー）
- デジモンフロンティア（ロードナイトモン）
- 鋼の錬金術師（2003年 - 2004年、スカー）

2004年
- GIRLSブラボー（福山和春）
- 機動戦士ガンダムSEED DESTINY（アンドリュー・バルトフェルド）
- コロッケ!（ハラペーニョ）
- トランスフォーマー スーパーリンク（ロディマスコンボイ）
- NARUTO -ナルト-（緑青アオイ）
- 遙かなる時空の中で-八葉抄-（アクラム）
- ふたりはプリキュア（忠太郎）
- 忘却の旋律（グローバルやまねこ）
- リングにかけろ1（2004年 - 2011年、剣崎順） - 4シリーズ

2005年
- エレメンタル ジェレイド（ヴォルクス・ハウンド）
- おねがいマイメロディ（2005年 - 2008年、柊恵一、マイメロパパ） - 4シリーズ
- 好きなものは好きだからしょうがない!!（永瀬芥）
- DIGITAL MONSTER X-evolution（ロードナイトモン）
- BLEACH（朽木白哉、猿龍）
- ボボボーボ・ボーボボ（ツル・ツルリーナ3世）
- ONE PIECE（2005年 - 2024年、カク、黄猿 / ボルサリーノ〈2代目〉） - 1シリーズ + 特別編

2006年
- エンジェル・ハート（チェン）
- 学園ヘヴン BOY'S LOVE HYPER!（篠宮紘司）
- 彩雲国物語（紅玖琅）
- スーパーロボット大戦OG -ディバイン・ウォーズ-（ライディース・F・ブランシュタイン）
- D.Gray-man（リーバー・ウェンハム）
- 出ましたっ!パワパフガールズZ（ピーマンモンスター）
- .hack//Roots（匂坂、清作）
- 祝!(ハピ☆ラキ)ビックリマン（2006年 - 2007年、牛若天子 / 牛若神帝、超聖使ミログリーンP）
- 武装錬金（巳田）
- マージナルプリンス〜月桂樹の王子達〜（ジョシュア・グラント）

2007年
- Over Drive（兵藤直人）
- CLANNAD-クラナド-（2007年 - 2009年、古河秋生） - 2シリーズ
- 鋼鉄三国志（黄祖元陽）
- シャイニング・ティアーズ・クロス・ウィンド（西園寺春人〈トライハルト〉）
- はたらキッズ マイハム組（2007年 - 2008年、吉川ケイスケ）
- 遙かなる時空の中で3シリーズ（2007年 - 2010年、白龍〈青年〉） - 2シリーズ
- ロミオ×ジュリエット（ティボルト）

2008年
- Yes!プリキュア5GoGo!（ムカーディア）
- 機動戦士ガンダム00 セカンドシーズン（ブリング・スタビティ、デヴァイン・ノヴァ、カタロン幹部、カタロンクルー、イノベイド）
- 銀魂（イワノフ）
- ゲゲゲの鬼太郎（第5作）（隆）
- 純情ロマンチカ（2008年 - 2015年、朝比奈薫） - 3シリーズ
- 隠の王（風魔小太郎）
- ポルフィの長い旅（ミケーレ）
- モノクローム・ファクター（焔緋）
- 薬師寺涼子の怪奇事件簿（磯貝巌）
- ライブオン CARDLIVER 翔（2008年 - 2009年、松戸学、セコンダリー、クリアシーサーベント）
- ロボディーズ 風雲篇（ドラムカンベエ）
- 我が家のお稲荷さま。（トミネ）

2009年
- アキカン!（男屋秀彦）
- アラド戦記〜スラップアップパーティー〜（イルベク）
- 空中ブランコ（田辺満男）
- こんにちは アン 〜Before Green Gables（ビリー）
- 聖剣の刀鍛冶（シーグフリード）
- 戦う司書 The Book of Bantorra（シガル＝クルケッサ）
- タユタマ -Kiss on my Deity-（要三九郎）
- ねぎぼうずのあさたろう（からすうりのきんぞう）
- PandoraHearts（ウィリアム＝ウェスト）
- ミラクル☆トレイン〜大江戸線へようこそ〜（新宿凛太郎）

2010年
- あにゃまる探偵 キルミンずぅ（二ッ木キョウスケ）
- 刀語（真庭鳳凰）
- GIANT KILLING（村越茂幸）
- スーパーロボット大戦OG -ジ・インスペクター-（ライディース・F・ブランシュタイン）
- 閃光のナイトレイド（鳴海）
- 戦国BASARA シリーズ（2010年 - 2014年、豊臣秀吉） - 2シリーズ
- ドラえもん（テレビ朝日版第2期）（ワンダフル）
- ぬらりひょんの孫（惟房）
- ハートキャッチプリキュア!（番ケンジ）
- バクマン。（リーダー）

2011年
- 青の祓魔師（2011年 - 2025年、イゴール・ネイガウス） - 2シリーズ
- アップルシード XIII（アルケイデス）
- お兄ちゃんのことなんかぜんぜん好きじゃないんだからねっ!!（攻A）
- 30歳の保健体育（大五郎）
- 世界一初恋2（朝比奈薫）
- デジモンクロスウォーズ（グレイドモン）
- トリコ（2011年 - 2014年、トリコ）
- 猫神やおよろず（ツクヨミ）
- Fate/Zero（バーサーカー / ランスロット）
- 僕は友達が少ない（2011年 - 2013年、柏崎天馬） - 2シリーズ

2012年
- お兄ちゃんだけど愛さえあれば関係ないよねっ（秋男）
- しろくまカフェ（派遣パンダ）
- 氷菓（遠垣内将司）
- 貧乏神が!（龍胆巌十郎）
- BRAVE10（筧十蔵）
- ポヨポヨ観察日記
- マギ（ファティマー）
- リコーダーとランドセル（2012年 - 2013年、宮川あつし、魚オブジェ） - 3シリーズ

2013年
- アイカツ!（ミスターS）
- 蒼き鋼のアルペジオ（上陰龍二郎）
- 義風堂々!! 兼続と慶次（伊達政宗）
- DD北斗の拳（2013年 - 2015年、シン） - 2シリーズ
- 東京レイヴンズ（土御門夜光）
- トリコ×ONE PIECE×ドラゴンボールZ 超コラボスペシャル!!（トリコ）
- ロウきゅーぶ!SS（湊忍）

2014年
- カードファイト!! ヴァンガードG（2014年 - 2018年、大山リュウタロウ〈ドラゴンエンパイア支部長〉） - 5シリーズ
- ガンダムさん（ブライトさん）
- ストレンジ・プラス（正宗） - 2シリーズ
- デート・ア・ライブ シリーズ（2014年 - 2024年、アイザック・レイ・ペラム・ウェストコット） - 4シリーズ
- 曇天に笑う（芦屋満月）
- 七つの大罪（2014年 - 2019年、ヘルブラム） - 2シリーズ
- ヒーローバンク（デボラ貴崎）
- マジンボーン（ダークホース）
- 魔法科高校の劣等生（2014年 - 2024年、九重八雲） - 3シリーズ
- LOVE STAGE!!（瀬名聖夜）

2015年
- オーバーロード（2015年 - 2018年、たっち・みー） - 2シリーズ
- 影鰐-KAGEWANI-（2015年 - 2016年、木村雅貴） - 2シリーズ
- 黒子のバスケ（虹村修造）
- 血界戦線（トーニオ）
- 蒼穹のファフナー EXODUS（ウォルター・バーゲスト）
- ノラガミ ARAGOTO（恵比寿）
- ミリオンドール（イトリオマネージャー、漫才師）
- ヤング ブラック・ジャック（スミス）
- ワールドトリガー（2015年 - 2021年、冬島慎次） - 2シリーズ

2016年
- アイドルメモリーズ（速水蓮）
- うたわれるもの 偽りの仮面（ライコウ）
- こちら葛飾区亀有公園前派出所 THE FINAL 両津勘吉 最後の日（誘拐犯部下）
- シュヴァルツェスマーケン（エーリヒ・シュミット）
- 終末のイゼッタ（ヘルマン）
- SUPER LOVERS（篁志朗）
- 装神少女まとい（草薙拓人）
- ドラゴンボール超（ドクター・マシリト）
- 信長の忍び（2016年 - 2018年、松平元康 / 徳川家康、朝倉宗滴、本願寺顕如） - 3シリーズ
- ビッグオーダー（葉鳥半蔵）
- プリンス・オブ・ストライド オルタナティブ（壇悠次郎）
- 無彩限のファントム・ワールド（アルブレヒト）
- Rewrite（関目）
- ReLIFE（上司〈3〉）

2017年
- 政宗くんのリベンジ（エイジ）
- SUPER LOVERS 2（篁志朗）
- 弱虫ペダル NEW GENERATION（柿本竜大）
- スタミュ（早乙女律）
- Fate/Apocrypha（黒のランサー / ヴラド三世）
- 潔癖男子!青山くん（青山くん）
- 賭ケグルイ（2017年 - 2019年、進行役〈MC〉） - 2シリーズ
- ブラッククローバー（2017年 - 2021年、ヒース・グライス、ガジャ）
- このはな綺譚（芸能の神A）

2018年
- 蒼天の拳 REGENESIS（シャルル・ド・ギーズ）
- 食戟のソーマ シリーズ（2018年 - 2020年、薙切宗衛） - 3シリーズ
- 妖怪ウォッチ シャドウサイド（青龍）
- 異世界魔王と召喚少女の奴隷魔術（2018年 - 2021年、エミール・ビュシェルベルジェール） - 2シリーズ
- あそびあそばせ（前多）
- 学園BASARA（豊臣秀吉）
- 抱かれたい男1位に脅されています。（三ツ谷珠理雄）

2019年
- エガオノダイカ（イザナ・ラングフォード）
- 聖闘士星矢 セインティア翔（双子座のサガ〈教皇〉）
- 賭ケグルイ××（MC）
- ゲゲゲの鬼太郎（第6作）（2019年 - 2020年、鬼、石橋智也）
- 博多明太!ぴりからこちゃん（鶏皮大将）
- キラッとプリ☆チャン（虹ノ咲父）
- ACTORS -Songs Connection-（葛野大路颯馬）
- バビロン（2019年 - 2020年、齋・開化）
- カードファイト!! ヴァンガード（2019年 - 2020年、大山リュウタロウ） - 2シリーズ
- アサシンズプライド（ディック）
- 歌舞伎町シャーロック（2019年 - 2020年、マイクロフト・ホームズ）

2020年
- けだまのゴンじろー（歌舞毛川父衛門）
- ＜Infinite Dendrogram＞-インフィニット・デンドログラム-（ジャバウォック）
- 地縛少年花子くん（2020年 - 2025年、木魅、告白の木） - 2シリーズ
- 理系が恋に落ちたので証明してみた。（2020年 - 2022年、池田教授） - 2シリーズ
- A3!（神木坂レニ） - 2シリーズ
- 魔王学院の不適合者 〜史上最強の魔王の始祖、転生して子孫たちの学校へ通う〜（2020年 - 2023年、アイヴィス・ネクロン / 黒猫） - 2シリーズ
- デジモンアドベンチャー:（2020年 - 2021年、デビモン/ネオデビモン/ダンデビモン）
- キングスレイド 意志を継ぐものたち（2020年 - 2021年、ドミニクス）

2021年
- バック・アロウ（カイ・ロウダン）
- 回復術士のやり直し（トリスト）
- ゴジラ S.P ＜シンギュラポイント＞（ベイラ・バーン"BB"）
- SHAMAN KING（ボリス＝ツェペシュ＝ドラキュラ）
- 魔法科高校の優等生（九重八雲）
- ゲッターロボ アーク（皇帝ゴール三世）
- 平穏世代の韋駄天達（クロフト）
- 俺、つしま（王子）
- かぎなど（2021年 - 2022年、古河秋生） - 2シリーズ

2022年
- 怪人開発部の黒井津さん（ウォーリア・オブ・ジャガー）
- 東京24区（ターキー）
- デジモンゴーストゲーム（2022年 - 2023年、フェレスモン、エアドラモン）
- リーマンズクラブ（伊吹泉太郎）
- パリピ孔明（諸葛孔明）
- うたわれるもの 二人の白皇（ライコウ）
- 連盟空軍航空魔法音楽隊ルミナスウィッチーズ（カリニャーノ公）
- 令和のデ・ジ・キャラット（2022年 - 2023年、木村拓郎）
- BLEACH 千年血戦篇（2022年 - 2024年、朽木白哉） - 3シリーズ
- デュエル・マスターズ WIN（死神覇王 XENARCH）
- 僕とロボコ（2022年 - 2023年、ガチゴリラ、マジゴリラ）

2023年
- ノケモノたちの夜（団長〈ソル〉）
- 逃走中 グレートミッション（2023年 - 2025年、モーリス・シューメーカー、トータス）
- 青のオーケストラ（青野龍仁）
- 鬼滅の刃 刀鍛冶の里編（黒死牟）
- 冒険大陸 アニアキングダム（レオニー、動物たち）
- 異世界でチート能力を手にした俺は、現実世界をも無双する〜レベルアップは人生を変えた〜（賢者）
- 英雄教室（魔王）
- Lv1魔王とワンルーム勇者（レインハルト）
- るろうに剣心 -明治剣客浪漫譚- (2023)（2023年 - 2025年、般若） - 2シリーズ
- 婚約破棄された令嬢を拾った俺が、イケナイことを教え込む（ゴウセツ）
- ラグナクリムゾン（2023年 - 2024年、オルト・ゾラ）
- 聖女の魔力は万能です（ヨーゼフ・ホーク）

2024年
- 佐々木とピーちゃん（阿久津）
- 愚かな天使は悪魔と踊る（ツヴァイ）
- キングダム（紀彗〈青年時代〉）
- ポケットモンスター（2024年 - 2025年、ハッサク）
- キミと僕の最後の戦場、あるいは世界が始まる聖戦 Season II（2024年 - 2025年、タリスマン）
- モブから始まる探索英雄譚（ベルリア〈大〉）
- 来世は他人がいい（秋目日司馬）
- 魔王様、リトライ!R（ベルフェゴール）
- 夏目友人帳 漆（三春政清）

2025年
- わたしの幸せな結婚（久堂正清）
- 妃教育から逃げたい私（ニール）
- 九龍ジェネリックロマンス（蛇沼みゆき）
- ウィッチウォッチ（魔女の服）
- 地獄先生ぬ〜べ〜 (2025)（鵺野鳴介）

### 劇場アニメ
1990年
- 風の名はアムネジア

1991年
- まじかる☆タルるートくん 燃えろ!友情の魔法大戦（クルーザー）

1994年
- スラムダンク 全国制覇だ! 桜木花道（三井寿）

1995年
- スラムダンク 湘北最大の危機! 燃えろ桜木花道（三井寿）
- スラムダンク 吠えろバスケットマン魂!! 花道と流川の熱き夏（三井寿）
- ママレード・ボーイ（松浦遊）

1996年
- (超)劇場版! 地獄先生ぬ〜べ〜（鵺野鳴介）

1997年
- 劇場版 地獄先生ぬ〜べ〜 午前0時ぬ〜べ〜死す!（鵺野鳴介）
- 劇場版 地獄先生ぬ〜べ〜 恐怖の夏休み!! 妖し海の伝説!!（鵺野鳴介）

1998年
- 機動戦艦ナデシコ -The prince of darkness-（アカツキ・ナガレ）
- 蓮如物語（蓮如〜少年時代）

1999年
- 遊☆戯☆王（本田ヒロト、暗黒騎士ガイア）

2001年
- 幻想魔伝 最遊記 Requiem 〜選ばれざる者への鎮魂歌〜（呉道雁）
- Di Gi Charat 星の旅（木村拓郎）

2002年
- エクスドライバー the Movie（ケイン時岡）
- キン肉マンII世 マッスル人参争奪! 超人大戦争（ケビンマスク）

2003年
- 名探偵コナン 迷宮の十字路（綾小路警部）

2005年
- 劇場版 AIR（バス運転手）
- 劇場版 テニスの王子様 二人のサムライ The First Game（手塚国光）
- 劇場版 テニスの王子様 跡部からの贈り物〜君に捧げるテニプリ祭り〜（手塚国光、石川校長）

2006年
- 劇場版BLEACH MEMORIES OF NOBODY（朽木白哉）

2007年
- 劇場版 CLANNAD -クラナド-（古河秋生）
- 劇場版BLEACH The DiamondDust Rebellion もう一つの氷輪丸（朽木白哉）

2008年
- 劇場版 空の境界 第六章 忘却録音（玄霧皐月）
- 劇場版BLEACH Fade to Black 君の名を呼ぶ（朽木白哉）

2009年
- 宇宙戦艦ヤマト 復活篇（島次郎）
- 仏陀再誕－The REBIRTH of BUDDHA（ハリー・バドソン）
- 名探偵コナン 漆黒の追跡者（綾小路警部）

2010年
- 劇場版 機動戦士ガンダム00 -A wakening of the Trailblazer-（イノベイド技術担当）
- 映画 プリキュアオールスターズDX2 希望の光☆レインボージュエルを守れ!（ムカーディア）
- 劇場版BLEACH 地獄篇（朽木白哉）

2011年
- 劇場版 戦国BASARA -The Last Party-（豊臣秀吉）
- 鉄拳 BLOOD VENGEANCE（リー・チャオラン）
- 劇場版 テニスの王子様 英国式庭球城決戦!（手塚国光）
- トリコ 3D 開幕!グルメアドベンチャー!!（トリコ）
- 劇場版アニメ 忍たま乱太郎 忍術学園 全員出動!の段（善法寺伊作）

2012年
- 劇場版 青の祓魔師（イゴール・ネイガウス）

2013年
- AURA 〜魔竜院光牙最後の闘い〜（黒衣）
- SHORT PEACE 『武器よさらば』（ジャンキー）
- 劇場版 トリコ 美食神の超秘宝（トリコ）
- 名探偵コナン 絶海の探偵（綾小路文麿）

2014年
- 名探偵コナン 異次元の狙撃手（綾小路文麿、沖矢昴）

2015年
- 劇場版 蒼き鋼のアルペジオ -アルス・ノヴァ- DC / Cadenza（上陰龍二郎） - 2作品

2017年
- 名探偵コナン から紅の恋歌（綾小路警部）
- 映画 妖怪ウォッチ シャドウサイド 鬼王の復活（青龍）

2018年
- クレヨンしんちゃん 爆盛!カンフーボーイズ〜拉麺大乱〜（チャック）

2019年
- ONE PIECE STAMPEDE（黄猿 / ボルサリーノ）

2020年
- 劇場版 Fate/Grand Order -神聖円卓領域キャメロット- / -終局特異点 冠位時間神殿ソロモン-（2020年 - 2021年、ランスロット、ロムルス） - 3作品

2021年
- 名探偵コナン 緋色の弾丸（沖矢昴）
- リョーマ! The Prince of Tennis 新生劇場版テニスの王子様（手塚国光）
- 宇宙の法-エローヒム編-（ラジミール）

2022年
- とんがり頭のごん太 〜2つの名前を生きた福島被災犬の物語〜（石原代表）
- ONE PIECE FILM RED（黄猿 / ボルサリーノ）

2023年
- 名探偵コナン 黒鉄の魚影（沖矢昴）

2024年
- BLOODY ESCAPE -地獄の逃走劇-（ゼッシュ）
- 劇場版 忍たま乱太郎 ドクタケ忍者隊最強の軍師（善法寺伊作）

2025年
- 劇場版 鬼滅の刃 無限城編 第一章 猗窩座再来（黒死牟）

### OVA
1991年
- ウィザードリィ（ライフスティーラー2） - 置鮎龍一郎表記
- ここはグリーン・ウッド（池田正十、副会長、寮生C、男B）
- スローステップ（レフリー）
- ダークキャット（影崎標意） - 初主役
- 帝都物語（易者）
- 巴がゆく!（リーゼントの男）
- ロードス島戦記（村人）

1992年
- うしおととら（餓眠様）
- 銀河英雄伝説（エミール・フォン・ゼッレ）
- 幻想叙譚エルシア（男A）
- 新世紀GPXサイバーフォーミュラ グラフィティ（フランツ・ハイネル）
- 新世紀GPXサイバーフォーミュラ11（1992年 - 1993年、フランツ・ハイネル）
- 絶愛-1989-
- 超時空要塞マクロスII -LOVERS AGAIN-（イングス）

1993年
- アイドル防衛隊ハミングバード（加藤五郎）
- 創竜伝
- ぼくの地球を守って（錦織一成）

1994年
- 宇宙の騎士テッカマンブレードII（ダービット・クリューゲル / テッカマンゾマー）
- KIZUNA -絆-（鮫島蘭丸）
- 疾風!アイアンリーガー 銀光の旗の下に（1994年 - 1995年、マッハウインディ）
- 新世紀GPXサイバーフォーミュラZERO（1994年 - 1995年、フランツ・ハイネル）
- 天使なんかじゃない（瀧川秀一）
- 七都市物語 〜北極海戦線〜（ニコラス・ブルーム）

1995年
- 空想科学世界ガリバーボーイ（月光）
- 精霊使い（雫）
- 神秘の世界エルハザード（陣内克彦）
- 人間革命（山本伸一）
- プリンセス・ミネルバ（ラインアルター）
- YAMATO2520（メガネ）

1996年
- BRONZE ZETSUAI since 1989
- いつかのメイン 雷少年・天太参上!（観音時天太）
- 覚悟のススメ（毒魔愚郎）
- KI・ME・RA（ジェイ）
- 時空冒険 ぬうまもんじゃ〜（村人B）
- 結婚 〜Marriage〜（高城紫門）
- 超人学園ゴウカイザー（紫紅京介、不動丸）
- BURN-UP W（ユージ）
- 覇王大系リューナイト アデュー・レジェンド・ファイナル（グラチェス）
- 新破裏拳ポリマー（鬼河原武〈ポリマー〉）
- ファイアーエムブレム 紋章の謎（アベル）
- 新世紀GPXサイバーフォーミュラ EARLYDAYS RENEWAL（フランツ・ハイネル）
- 新世紀GPXサイバーフォーミュラSAGA（1996年 - 1997年、フランツ・ハイネル）

1998年
- 火宵の月〜秋狂言〜（琥龍）
- ゲキ・ガンガー3 熱血大決戦!!（ジョニー、ロウコッツ、ゴルチエ、バルマン）
- 地獄先生ぬ〜べ〜 決戦!陽神の術vs壁男（ぬ〜べ〜、陽神）
- 地獄先生ぬ〜べ〜 なぞなぞ七不思議・ブキミちゃん（ぬ〜べ〜）
- 新世紀GPXサイバーフォーミュラSIN（1998年 - 1999年、フランツ・ハイネル）
- 魔界転生（天草四郎）

1999年
- グラビテーション（K）
- 地獄先生ぬ〜べ〜 史上最大の激戦! 絶鬼来襲!!（ぬ〜べ〜）
- 卒業M 〜オレ達のカーニバル〜（高城紫門）
- 太陽の船 ソルビアンカ（ボイド）
- 倒凶十将伝（風祭壬吾）
- 菜々子解体診書（アラン）

2000年
- エクスドライバー（ケイン時岡）
- KIRARA（アーサー押原）
- 伝心 まもって守護月天!（野村たかし）

2001年
- 倒凶十将伝 封魔五行伝承（風祭壬吾）
- ラブひな（坂田健太朗）

2002年
- 聖闘士星矢 冥王ハーデス十二宮編（サガ、カノン、キューブ）
- 遙かなる時空の中で-紫陽花ゆめ語り-（アクラム）
- ラブひな Again（坂田健太朗）

2003年
- Vie Durant（オーギュスト・ローラン伯爵）
- Di Gi Charat劇場 ぴよこにおまかせぴょ!
- 遙かなる時空の中で2-白き龍の神子-（アクラム）

2004年
- 荒くれKNIGHT（善波七五十）
- 大YAMATO零号（ザリク聖帝）

2005年
- スーパーロボット大戦ORIGINAL GENERATION THE ANIMATION（ライディース・F・ブランシュタイン）
- 聖闘士星矢 冥王ハーデス冥界編（カノン、サガ）

2006年
- テニスの王子様 Original Video Animation 全国大会篇（手塚国光、リチャード・坂田）

2007年
- 異国色恋浪漫譚（権藤龍司）
- お金がないっ（祇園寅之介）
- テニスの王子様 Original Video Animation 全国大会篇 Semifinal（手塚国光）
- 最後のドアを閉めろ!（本田正一）
- .hack//G.U. Returner（匂坂）

2008年
- 聖闘士星矢 冥王ハーデスエリシオン編（サガ）
- テニスの王子様 Original Video Animation 全国大会篇 Final（手塚国光）
- BLEACH カラブリ! 護廷十三屋台大作戦!（朽木白哉）
- 舞-乙HiME 0〜S.ifr〜（ブルース・ワレス / ヴィントブルーム）
- METAL GEAR SOLID 2 BANDE DESSINEE（ヴァンプ）

2009年
- アキカン!（男屋秀彦）
- テニスの王子様 Original Video Animation ANOTHER STORY〜過去と未来のメッセージ（手塚国光）

2011年
- 名探偵コナン ロンドンからの秘指令（沖矢昴）

2013年
- 史上最強の弟子ケンイチ 闇の襲撃（ナガラジャ） - 単行本第54巻OVA付き特装版
- Vassalord.（チャールズ・J・クリスフント） - コミックス7巻OVA付き限定版

2021年
- Fate/Grand Carnival（ランスロット）

### Webアニメ
2010年代
- Starry☆Sky（2010年、ラウル）
- 聖闘士星矢 黄金魂 -soul of gold-（2015年、サガ）
- ニンジャスレイヤー フロムアニメイシヨン（2015年、バジリスク）
- 夢王国と眠れる100人の王子様 ショート（2017年、ヴァスティ）
- ちちぶでぶちち（2018年、長門浪漫）
- 異世界居酒屋〜古都アイテーリアの居酒屋のぶ〜（2018年、ゴドハルト）
- モンスターストライク（2018年、ケテル）
- 7SEEDS（2019年 - 2020年、角又万作） - 2シリーズ

2020年代
- みちるレスキュー!（2020年、ロビー）
- 鎮西八郎為朝（2022年 - 2023年、藤原頼長）
- Fate/Grand Order 藤丸立香はわからない（2022年 - 2025年、ランスロット、ガイウス・ユリウス・カエサル、ロムルス） - 3シリーズ + 特別編2作品
- 伊藤潤二『マニアック』（2023年、園原）
- 終末のワルキューレII（2023年、ハデス）
- 悪魔くん（2023年、風間弘樹）

### ゲーム
1992年
- 超兄貴 / 超兄貴 究極無敵銀河最強男（1992年 - 1995年、イダテン） - 2作品
- BABEL（タキテス）

1993年
- Aランクサンダー 誕生編（神白成一、エン）
- ファイナルファイトCD（マイク・ハガー）

1994年
- カイザーナックル（バーツ）
- ツインゴッデス（ゴールドラッシュ、ナレーション）
- 美少女戦士セーラームーン（清水くん） - PCエンジン版
- ラングリッサーII / デア ラングリッサー（1994年 - 1995年、レオン） - 2作品
- LUNAR エターナルブルー（ロンファ）

1995年
- ガンバード（アッシュ、ポムポム） - セガサターン・PlayStation版
- 超人学園ゴウカイザー（紫紅京介）
- テレビアニメ スラムダンク2 IH予選完全版!!（三井寿）
- 東京ダンジョン（ケビン・山崎）
- 闘神伝 シリーズ（1995年 - 1999年、カイン・アモウ） - 8作品
- プライベート・アイ・ドル（笹木忠雄）
- 魔法騎士レイアース（イノーバ） - セガサターン版
- 水滸演武（1995年 - 1996年、阮小七） - セガサターン版・PlayStation版

1996年
- 覚悟のススメ（毒魔愚郎）
- 新フォーチュン・クエスト 食卓の騎士たち（クレイ・S・アンダーソン）
- 神秘の世界エルハザード（陣内克彦）
- 新スーパーロボット大戦（ライディース・F・ブランシュタイン）
- 伝説のオウガバトル（カラム・フィガロ将軍、アッシュ、赤炎のスルスト） - セガサターン版
- 東方珍遊記 はーふりんぐ・はーつ!!（サンゾー）
- はるかぜ戦隊Vフォース（ザイ・セミックス）
- ライトニングレジェンド 大悟の大冒険（ランカーク・ヘイトリッド）
- ロックマン8 メタルヒーローズ（ラッシュ、ブルース）

1997年
- 悪魔城ドラキュラX 月下の夜想曲（アルカード）
- ゲーム天国 シリーズ（1997年 - 1998年、Z-DYNE Mk-II） - 2作品
- 地獄先生ぬ〜べ〜（鵺野鳴介）
- シャイニング・フォース III（シンビオス、ジュリアン）
- シルエットミラージュ（ハール、モーセ）
- 私立ジャスティス学園 LEGION OF HEROES（ロイ・ブロムウェル）
- スーパーロボット大戦F（トレーズ・クシュリナーダ）
- テイルズ オブ デスティニー（ディムロス、ミクトラン）
- ドラゴンナイト4（エト）
- 水木しげるの妖怪武闘伝（鬼）
- 桃太郎道中記（貧乏神）
- 悠久幻想曲（アルベルト・コーレイン）
- 雷弩機兵ガイブレイブ（ジョニー）
- ラングリッサーI&II（レオン）
- ラングリッサーIV（ランディウス）
- ロックマン バトル&チェイス（ブルース、シャドーマン、ターボマン）
- ロックマンX4（ゼロ）
- 改造町人シュビビンマン零（らいた）

1998年
- 維新の嵐 幕末志士伝（土方歳三）
- EVE The Lost One（桜把浩治）
- étude prologue 〜揺れ動く心のかたち〜（真田博士）
- 火星物語（リュート）
- 金田一少年の事件簿 星見島 悲しみの復讐鬼（阿佐桐卓也）
- 新世代ロボット戦記ブレイブサーガ（ガードダイバー、マクレーン / スーパービルドタイガー、レオンカイザー）
- スーパーアドベンチャーロックマン（ブルース）
- スーパーロボット大戦F 完結編（トレーズ・クシュリナーダ）
- ゼノギアス（カレルレン）
- 仙窟活龍大戦カオスシード（伊邪那岐、ケブレス＝リアリー）
- 戦国美少女絵巻 空を斬る!!（霧隠才蔵）
- 卒業M 〜生徒会長の華麗なる陰謀（高城紫門）
- ダブルキャスト（佐久間良樹）
- Daylight -朝に光の冠を-（バージェシア・ランフォリンクス）
- テイルコンチェルト（シアン・ガーラント）
- ときめきメモリアルドラマシリーズVol.2 彩のラブソング（大沢巧実）
- ドラゴンフォースII -神去りし大地に-（シェン）
- バックガイナー（モリマサ）
- ひみつ戦隊メタモルV（グラムス・フォン・レーベンバウアー）
- ブシドーブレード弐（サザンカ）
- YAKATA（赤城ソウイチ）
- 悠久幻想曲 2nd Album（アルベルト・コーレイン）
- 夢☆色いろ（吉村啓一）
- ラングリッサーV 〜The End of Legend〜（ランディウス）
- リアルロボッツファイナルアタック（ライディース・F・ブランシュタイン）
- LUNAR2 エターナルブルー（ロンファ）

1999年
- エスピオネージェンツ（ジェフリー・K・サンダース）
- グローランサー（アーネスト・ライエル）
- 後夜祭（竹下翔）
- サーカディア（桐生院綾彦）
- 私立ジャスティス学園 熱血青春日記2（ロイ・ブロムウェル）
- スーパーヒーロー作戦（トレーズ・クシュリナーダ、ライディース・F・ブランシュタイン）
- スーパーロボット大戦コンプリートボックス（フェイルロード・グラン・ビルセイア）
- フレンズ 〜青春の輝き（滝口洋介）
- 新世紀GPXサイバーフォーミュラ 新たなる挑戦者（フランツ・ハイネル）
- ラクガキショータイム（ハヤテ）

2000年
- アーマード・コア2（頭部COM「DETAILED」「ROUGH」）
- SDガンダム GGENERATION（2000年 - 2025年、ニアーライト、トレーズ・クシュリナーダ、アンドリュー・バルトフェルド、ブリング・スタビティ、デヴァイン・ノヴァ、サエン・コジマ） - 11作品
- 決戦（伊達政宗、立花宗茂、木村重成、上杉景勝）
- 建設重機喧嘩バトル ぶちギレ金剛!!（金剛隼人）
- スーパーロボット大戦α（ライディース・F・ブランシュタイン、トレーズ・クシュリナーダ）
- センチメンタルグラフティ2（竹ノ内誠）
- ブレイブサーガ2（ガードダイバー、マクレーン / スーパービルドタイガー、レオンカイザー）
- エターナルアルカディア（アルフォンソ）
- ロックマンX5（ゼロ）
- 燃えろ!ジャスティス学園（ロイ・ブロムウェル）
- 竜機伝承3 〜黄昏に導かれし者たち〜（カノン）

2001年
- リリーのアトリエ 〜ザールブルグの錬金術士3〜（ゲルハルト）
- エクスターミネーション（ヤン・ファルケン）
- グローランサーII（アーネスト・ライエル）
- 決戦2（馬超、法正）
- サモンナイト2（ルヴァイド）
- スーパーロボット大戦α for Dreamcast（ライディース・F・ブランシュタイン、トレーズ・クシュリナーダ）
- スーパーロボット大戦α外伝（アイザック・ゴドノフ）
- スター・ウォーズ スターファイター （リース・ダロウズ）
- 遙かなる時空の中で2（アクラム）
- みんなのGOLF3（サトル、ブルー）
- METAL GEAR SOLID 2: SONS OF LIBERTY（ヴァンプ）
- ロックマンX6（ゼロ）
- セガガガ（クール特務部長、プログラマー岡、エビ）

2002年
- キン肉マンII世 正義超人への道（ケビンマスク）
- キン肉マンII世 新世代超人VS伝説超人（ケビンマスク）
- 三國志戦記（郭嘉、張遼）
- ジョジョの奇妙な冒険 黄金の旋風（ナレーション）
- 真・女神転生 デビルチルドレン 黒の書・赤の書（ルシファー）
- スーパーロボット大戦IMPACT（アカツキ・ナガレ）
- テイルズ オブ デスティニー2（ディムロス・ティンバー）
- テイルズ オブ ファンダム Vol.1（ディムロス）
- テニスの王子様 GENIUS BOYS ACADEMY（手塚国光）
- 東京ミュウミュウ（ガトー・デュ・ロワ）
- ときめきメモリアル Girl's Side（姫条まどか）
- ラブ★スマッシュ!（シャルル・レノ）
- エターナルアルカディア レジェンド（アルフォンソ）

2003年
- アークザラッド 精霊の黄昏（デンシモ）
- エグザスケルトン（ゲッツ・フォン・ギュンター）
- 鬼武者 無頼伝
- 学園ヘヴン BOY'S LOVE SCRAMBLE!（篠宮紘司）
- SAKURA 〜雪月華〜（田原秀樹）
- SUNRISE WORLD WAR Fromサンライズ英雄譚（トレーズ）
- スーパーロボット大戦Scramble Commander（トレーズ・クシュリナーダ）
- D・N・ANGEL TV Animation Series 〜紅の翼〜（ダーク・マウジー）
- ファンタスティックフォーチュン2（ソロイ＝ブラーエ、紅丸）
- みんなの王子様（手塚国光）
- ロックマンX7（ゼロ）

2004年
- アニメバトル 烈火の炎 FINAL BURNING（紅麗）
- ヴァンパイアパニック（ヴァンパイア）
- 学園ヘヴン BOY'S LOVE SCRAMBLE! Type B（篠宮紘司）
- キン肉マン ジェネレーションズ（ケビンマスク）
- 決戦III（織田信長）
- 勝負師伝説 哲也 DIGEST（阿佐田哲也）
- 金色のガッシュベル!! 友情タッグバトル（バリー）
- 金色のガッシュベル!! 友情タッグバトル フルパワー（バリー）
- 金色のガッシュベル!! 激闘!最強の魔物達（バリー、清太郎）
- 金色のガッシュベル!! うなれ!友情の電撃2（バリー、ヒーローババーン）
- 桜坂消防隊（一ノ瀬翔）
- スカッとゴルフ パンヤ（ダイスケ）
- スーパーロボット大戦MX（アカツキ・ナガレ）
- スーパーロボット大戦GC（アイザック・ゴドノフ、シュテッケン・ラドクリフ、ブルース・カール・バーンステイン）
- ゼノサーガ エピソードII［善悪の彼岸］（リヒャルト）
- DIGITAL DEVIL SAGA アバタール・チューナー（バット）
- Double Reaction! PLUS（滝村市衛）
- 鉄拳5（リー・チャオラン）
- テニスの王子様 2005 CRYSTAL DRIVE（手塚国光）
- テニスの王子様 RUSH & DREAM（手塚国光）
- 鋼の錬金術師2 赤きエリクシルの悪魔（スカー）
- 鋼の錬金術師 ドリームカーニバル（スカー）
- 幕末恋華 新選組（土方歳三）
- 遙かなる時空の中で3（白龍〈成長後〉）
- 名探偵コナン 大英帝国の遺産
- 召しませ浪漫茶房（柏架槻）
- ロックマンX コマンドミッション（ゼロ）

2005年
- 悪魔城ドラキュラ 蒼月の十字架（アルカード / 有角幻也）
- アニマムンディ 終りなき闇の舞踏（ゲオリク・ザベリスク伯爵）
- イレギュラーハンターX（ゼロ）
- エレメンタル ジェレイド -纏え、翠風の剣-（ヴォルクス・ハウンド）
- 学園ヘヴン おかわりっ!（篠宮紘司）
- 機動戦士ガンダムSEED 連合vs.Z.A.F.T.（アンドリュー・バルトフェルド）
- キングダム ハーツII（セッツァー）
- 金色のガッシュベル!! うなれ!友情の電撃 ドリームタッグトーナメント（バリー）
- 金色のガッシュベル!! ゴー!ゴー!魔物ファイト!!（バリー）
- シャイニング・フォース ネオ（バロン）
- 新世紀勇者大戦
- 新選組群狼伝（桂小五郎）
- スーパーロボット大戦MX ポータブル（アカツキ・ナガレ）
- 聖闘士星矢 聖域十二宮編（ジェミニ / サガ / アーレス教皇）
- 第3次スーパーロボット大戦α 終焉の銀河へ（ライディース・F・ブランシュタイン、アンドリュー・バルトフェルド）
- ツキヨニサラバ（クロウ）
- テニスの王子様 学園祭の王子様（手塚国光）
- 天外魔境III NAMIDA（為朝）
- Twelve〜戦国封神伝〜（ジュリー）
- DIGITAL DEVIL SAGA アバタール・チューナー2（バット、アディル）
- NAMCO x CAPCOM（キャプテンコマンドー、平景清）
- 遙かなる時空の中で〜八葉抄〜（アクラム）
- 遙かなる時空の中で3 十六夜記（白龍〈成長後〉）
- ファンタスティックフォーチュン2☆☆☆（ソロイ＝ブラーエ、紅丸）
- BLEACH アドバンス 紅に染まる尸魂界（朽木白哉）
- BLEACH 〜選ばれし魂〜（朽木白哉）
- BLEACH GC 黄昏にまみえる死神（朽木白哉）
- BLEACH 〜ヒート・ザ・ソウル〜（朽木白哉）
- BLEACH 〜ヒート・ザ・ソウル2〜（朽木白哉）
- 亡国のイージス2035 〜ウォーシップガンナー〜（ホ・ヨンファ）
- マージナルプリンス〜月桂樹の王子達〜（ジョシュア・グラント）
- 武蔵伝II ブレイドマスター（ロートシルト）
- ロックマンX8（ゼロ）
- ONE PIECE パイレーツカーニバル（カク）

2006年
- Another Century's Episode 2（アカツキ・ナガレ）
- 【eM】-eNCHANT arM-（トウヤ）
- カオスウォーズ（アーネスト・ライエル）
- 機神飛翔デモンベイン（アズラッド）
- 機動戦士ガンダムSEED DESTINY 連合vs.Z.A.F.T.II（アンドリュー・バルトフェルド）
- キン肉マン マッスルジェネレーションズ（ケビンマスク）
- キン肉マン マッスルグランプリ（ケビンマスク）
- キン肉マン マッスルグランプリMAX（ケビンマスク）
- CLANNAD（古河秋生）
- グラナド・エスパダ（ウィザード男性）
- サモンナイト4（ルヴァイド）
- 自律機動戦車イヅナ（エリオット・シーズニング）
- スーパーロボット大戦XO（アイザック・ゴドノフ、シュテッケン・ラドクリフ、ブルース・カール・バーンステイン）
- ゼノサーガI・II（リヒャルト）
- ゼノサーガ エピソードIII［ツァラトゥストラはかく語りき］（リヒャルト）
- 戦国BASARA2（豊臣秀吉）
- ダージュ オブ ケルベロス ファイナルファンタジーVII（ネロ、WRO隊員）
- ダージュ オブ ケルベロス ロスト エピソード ファイナルファンタジーVII（ネロ）
- テイルズ オブ デスティニー（PS2版）（ディムロス、グリッド）
- テニスの王子様 ドキドキサバイバル 山麓のMystic（手塚国光）
- 天下人（上杉謙信）
- 遙かなる時空の中で〜舞一夜〜（アクラム）
- 遙かなる時空の中で3 運命の迷宮（白龍〈成長後〉）
- BLEACH DS 蒼天に駆ける運命（朽木白哉）
- BLEACH 〜放たれし野望〜（朽木白哉）
- BLEACH 〜ヒート・ザ・ソウル3〜（朽木白哉）
- BLEACH 〜ブレイド・バトラーズ〜（朽木白哉）
- ラスト・エスコート（カズマ）

2007年
- うわさの翠くん!! 夏色ストライカー（五反田正人）
- キン肉マン マッスルグランプリ2（ケビンマスク）
- シャイニング・ウィンド（トライハルト）
- スーパーロボット大戦OG ORIGINAL GENERATIONS（ライディース・F・ブランシュタイン）
- スーパーロボット大戦OG外伝（ライディース・F・ブランシュタイン）
- スーパーロボット大戦Scramble Commander the 2nd（アンドリュー・バルトフェルド）
- スターオーシャン1 First Departure（アスモデウス）
- 聖闘士星矢 冥王ハーデス十二宮編（ジェミニの聖闘士、サガ、カノン）
- 戦国BASARA2 英雄外伝（豊臣秀吉）
- 戦国無双2 猛将伝（長宗我部元親）
- テイルズ オブ デスティニー2（PSP版）（ディムロス・ティンバー）
- 鉄拳6（リー・チャオラン）
- テニスの王子様 CARD HUNTER（手塚国光）
- テニスの王子様 ドキドキサバイバル 海辺のSecret（手塚国光）
- 幕末恋華 花柳剣士伝（土方歳三）
- BLEACH DS 2nd 黒衣ひらめく鎮魂歌（朽木白哉）
- BLEACH 〜ヒート・ザ・ソウル4〜（朽木白哉）
- BLEACH 〜ブレイド・バトラーズ2nd〜（朽木白哉）
- マナケミア 〜学園の錬金術士たち〜（テオフラトゥス・アウレオルス）
- 無双OROCHI（遠呂智）
- ルパン三世 ルパンには死を、銭形には恋を（光琳）
- Wonderland ONLINE（ダニエル）
- ONE PIECE アンリミテッドアドベンチャー（カク）
- ONE PIECE ギアスピリット（カク）

2008年
- 妖ノ宮（加治鳩羽）
- うわさの翠くん!!2 ふたりの翠!?（五反田正人）
- キン肉マン マッスルグランプリ2 特盛（ケビンマスク）
- CLANNAD FULL VOICE（古河秋生）
- ゲットアンプド2（L.J.）
- 幻想水滸伝ティアクライス（ジェイル）
- スーパーロボット大戦A PORTABLE（アカツキ・ナガレ）
- スーパーロボット大戦Z（アンドリュー・バルトフェルド）
- 戦国BASARA X（豊臣秀吉）
- ソラユメ（ルーエン＝エグランティーン）
- テイルコンチェルト（シアン・ガーランド）
- テイルズ オブ デスティニー ディレクターズカット（ディムロス）
- DUEL LOVE 恋する乙女は勝利の女神（竜造寺景）
- ドラゴンボールZ W爆烈IMPACT（三星龍）
- 花より男子 －恋せよ女子!－（西門総二郎）
- 遙かなる時空の中で4（ナーサティヤ）
- 遙かなる時空の中で 夢浮橋（アクラム）
- 新世紀GPXサイバーフォーミュラ VS（フランツ・ハイネル）
- BLEACH The 3rd Phantom（朽木白哉）
- BLEACH 〜ソウル・カーニバル〜（朽木白哉）
- BLEACH バーサス・クルセイド（朽木白哉）
- BLEACH 〜ヒート・ザ・ソウル5〜（朽木白哉）
- 無限のフロンティア スーパーロボット大戦OGサーガ（カッツェ・コトルノス、ルボール・ククルス）
- 無双OROCHI 魔王再臨（遠呂智、真・遠呂智、長宗我部元親）
- モノクローム・ファクター cross road（焔緋）
- ユア・メモリーズオフ〜Girl's Style〜（2008年 - 2009年、市位清孝） - 2作品

2009年
- スーパーロボット大戦NEO（マッハウィンディ、グラチェス、アイザック・ゴドノフ）
- 戦国BASARA バトルヒーローズ（豊臣秀吉）
- 戦国無双3（長宗我部元親）
- ソラユメ portable（ルーエン＝エグランティーン）
- テイルズ オブ バーサス（ディムロス）
- テニスの王子様 ダブルスの王子様 GIRLS, BE GRACIOUS!（手塚国光）
- DRAGONBALL改 DRAGON BATTLERS（三星龍）
- ナデプロ!! 〜キサマも声優やってみろ!〜（樋口龍）
- 遙かなる時空の中で 夢浮橋 Special（アクラム）
- BLEACH DS 4th フレイム・ブリンガー（朽木白哉）
- BLEACH 〜ソウル・カーニバル2〜（朽木白哉）
- BLEACH 〜ヒート・ザ・ソウル6〜（朽木白哉）
- マグナカルタ2（アルゴー・キンドゥー）
- 無双OROCHI Z（遠呂智、真・遠呂智、長宗我部元親）
- 龍が如く3（當眞昌洋）
- ONE PIECE アンリミテッドクルーズ エピソード2 -目覚める勇者-（カク）

2010年
- 悪魔城ドラキュラ ハーモニー オブ ディスペアー（アルカード）
- ガンダム無双3（トレーズ・クシュリナーダ）
- 機動戦士ガンダム エクストリームバーサス（2010年 - 2016年、トレーズ・クシュリナーダ、アンドリュー・バルトフェルド） - 5作品
- キングダム ハーツ バース バイ スリープ（テラ）
- ケロロRPG 騎士と武者と伝説の海賊（ゲムム〈魔王アゴン〉、ケルロス）
- 戦場のヴァルキュリア2 ガリア王立士官学校（ユベール・ブリクサム）
- TAKUYO Mix Box 〜ファーストアニバーサリー〜（ルーエン＝エグランティーン）
- TATSUNOKO VS. CAPCOM ULTIMATE ALL-STARS（ゼロ）
- 忍たま乱太郎（2010年 - 2015年、善法寺伊作） - 2作品
- .hack//Link（匂坂、清作）
- Happy☆Magic! 〜ハピ☆マジ!〜（城崎翠雨）
- BLEACH 〜ヒート・ザ・ソウル7〜（朽木白哉）
- 無限のフロンティアEXCEED スーパーロボット大戦OGサーガ（カッツェ・コトルノス、ヴァナー・ガンド）
- ONE PIECE ギガントバトル!（カク）

2011年
- アサシン クリード リベレーション（スレイマン皇子）
- SDガンダム GGENERATION WORLD（トレーズ・クシュリナーダ、アンドリュー・バルトフェルド、ブリング・スタビティ、デヴァイン・ノヴァ）
- SDガンダム GGENERATION 3D（トレーズ・クシュリナーダ、アンドリュー・バルトフェルド、ブリング・スタビティ、デヴァイン・ノヴァ）
- お菓子な島のピーターパン 〜Sweet Never Land〜（ジェイムズ＝フック）
- 真・三國無双6（司馬師）
- 真・三國無双6 猛将伝（司馬師）
- 聖闘士星矢戦記（ジェミニの聖闘士、サガ、アーレス教皇）
- 戦国BASARA クロニクルヒーローズ（豊臣秀吉）
- 戦国無双3 猛将伝（長宗我部元親）
- 戦国無双3 Z（長宗我部元親）
- 戦国無双3 Empires（長宗我部元親）
- 戦国無双 Chronicle（長宗我部元親）
- 戦場のヴァルキュリア3 -Unrecorded Chronicles-（ユベール・ブリクサム）
- 戦律のストラタス（小清水悠馬）
- テイルズ オブ エクシリア（ガイアス）
- 鉄拳タッグトーナメント2（リー・チャオラン）
- トリコ グルメサバイバル!（トリコ）
- TROY無双（パトロクロス）
- ファイナルファンタジー零式（クオン）
- MARVEL VS. CAPCOM 3 Fate of Two Worlds（ゼロ）
- 無双OROCHI 2（遠呂智、真・遠呂智、司馬師、長宗我部元親）
- ONE PIECE ギガントバトル! 2 新世界（カク）

2012年
- 機動戦士ガンダムSEED BATTLE DESTINY（アンドリュー・バルトフェルド）
- キングダム ハーツ 3D ［ドリーム ドロップ ディスタンス］（テラ）
- 真・三國無双 VS（司馬師）
- 真・三國無双6 Empires（司馬師）
- 真・北斗無双（ヒョウ）
- スーパーロボット大戦OGサーガ 魔装機神 THE LORD OF ELEMENTAL（ジノ・バレンシア、フレキ、フェイルロード・グラン・ビルセイア）
- スーパーロボット大戦OGサーガ 魔装機神II REVELATION OF EVIL GOD（ジノ・バレンシア、フレキ、フェイルロード・グラン・ビルセイア、ルザムノ・ラスフィトート）
- Starry☆Sky 〜After Spring〜 Portable（ラウル・マティアス・ジャン・エーメ）
- 戦国無双 Chronicle 2nd（長宗我部元親）
- 第2次スーパーロボット大戦OG（ライディース・F・ブランシュタイン、フレキ、フェイルロード・グラン・ビルセイア）
- 第2次スーパーロボット大戦Z 再世篇（トレーズ・クシュリナーダ、アンドリュー・バルトフェルド、ブリング・スタビティ、デヴァイン・ノヴァ、イノベイト兵）
- テイルズ オブ エクシリア2（ガイアス）
- とびたて!超時空トラぶる花札大作戦（バーサーカー）
- トリコ グルメサバイバル!2（トリコ）
- トリコ グルメモンスターズ!（トリコ）
- 那由多の軌跡（ゼクスト、アルゴール）
- 薄桜鬼 幕末無双録（西郷隆盛）
- PROJECT X ZONE（ゼロ）
- 僕は友達が少ない ぽーたぶる（柏崎天馬）
- 無双OROCHI2 Special（遠呂智、司馬師、長宗我部元親）
- 無双OROCHI2 Hyper（遠呂智、司馬師、長宗我部元親）
- 嫁コレ（新宿凛太郎）
- ワンピース 海賊無双（2012年 - 2020年、カク、黄猿 / ボルサリーノ〈4 - 〉） - 4作品
- ワンピース ROMANCE DAWN 冒険の夜明け（カク）
- ONE PIECE ワンピーベリーマッチIC（カク）

2013年
- Unlight（リーズ）
- カオス ヒーローズ オンライン（レオニック）
- KILLER IS DEAD（モンド・ザッパ）
- 剣が君（縁）
- 真・ガンダム無双（トレーズ・クシュリナーダ）
- 真・三國無双7（司馬師）
- 真・三國無双7 猛将伝（司馬師）
- スーパーロボット大戦OG INFINITE BATTLE（ライディース・F・ブランシュタイン）
- スーパーロボット大戦OGサーガ 魔装機神III PRIDE OF JUSTICE（ジノ・バレンシア、フレキ、ルザムノ・ラスフィトート）
- 聖闘士星矢 ブレイブ・ソルジャーズ（ジェミニの聖闘士、サガ、アーレス教皇、カノン、シードラゴン）
- Double Score 〜Cattleya×Narcissus〜（橘隆蒼）
- Double Score 〜Marguerite×Tulip〜（橘隆蒼）
- デジモンアドベンチャー（デビモン）
- ドラッグオンドラグーン3（セント）
- トリコ グルメガバトル!（トリコ）
- Princess Arthur（マーリン）
- ボーイフレンド（仮）（神凪統）
- 無双OROCHI2 Ultimate（遠呂智、真・遠呂智、司馬師、長宗我部元親）
- メイプルストーリー（暗黒の魔法使い & 白い魔法使）

2014年
- アラビアンズ・ダウト〜The engagement on desert〜（セオドア＝ロー）
- いざ、出陣!恋戦 第二幕〜甲斐編〜（武田信玄）
- 裏語 薄桜鬼〜暁の調べ〜（西郷隆盛）
- CV 〜キャスティングボイス〜（獅之谷クリス）
- キングダム ハーツ HD 2.5 リミックス（テラ、セッツァー）
- グランブルーファンタジー（バラゴナ）
- 真・三國無双7 Empires（司馬懿、司馬師）
- スーパーロボット大戦OGサーガ 魔装機神F COFFIN OF THE END（ジノ・バレンシア、フレキ、ルザムノ・ラスフィトート）
- 黒雪姫〜スノウ・ブラック〜（ファルコ＝ローダー）
- 黒雪姫〜スノウ・マジック〜（ファルコ＝ローダー）
- 魁!!男塾 〜日本よ、これが男である!〜（センクウ）
- 3594e -三国志英歌-（張角）
- ジェイスターズ ビクトリーバーサス（鵺野鳴介、トリコ）
- 神撃のバハムート（アトス）
- スーパーヒーロージェネレーション（ガラッゾ、エンプラス）
- 戦国BASARA4（豊臣秀吉）
- 戦国無双 Chronicle 3（遠呂智）
- 戦国無双4（長宗我部元親）
- 爽海バッカニアーズ!（ディーン＝カヴィル）
- ドラゴンボールヒーローズ（2014年 - 2018年、三星龍） - 3作品
- ヒーローバンク（デボラ貴崎） - 2作品）
- フリーダムウォーズ（チェーザレ・アナスターシ）

2015年
- うたわれるもの 偽りの仮面（ライコウ）
- 男遊郭（神楽）
- CLOSERS（デイビッド＝リー）
- 剣が君 for V（縁）
- 新テニスの王子様 〜Go to the top〜（手塚国光）
- スーパーロボット大戦BX（ブルーヴィクター、ブルーディスター、アカツキ・ナガレ）
- 第3次スーパーロボット大戦Z 天獄篇（サルディアス・アクス）
- 聖闘士星矢 ソルジャーズ・ソウル（ジェミニの聖闘士、サガ、アーレス教皇、カノン、シードラゴン）
- 絶対階級学園〜Eden with roses and phantasm〜（鏑木蒼一郎）
- ゼノブレイドクロス（ルー）
- 戦国BASARA4 皇（豊臣秀吉）
- 戦国無双4-II（長宗我部元親）
- 戦国無双4 Empires（長宗我部元親）
- 手錠付き アイドル共同生活!（神宮寺大雅）
- 東京乙女レストラン（烏羽東洋一）
- ドラゴンボールZ 超究極武闘伝（三星龍）
- Fate/Grand Order（2015年 - 2023年、ガイウス・ユリウス・カエサル、ロムルス / ロムルス＝クィリヌス、ファントム・オブ・ジ・オペラ、ランスロット、ヴラド三世） - 2作品
- プリンス・オブ・ストライド（壇悠次郎）
- PROJECT X ZONE 2:BRAVE NEW WORLD（ゼロ、キャプテンコマンドー）
- 夢王国と眠れる100人の王子様（ヴァスティ）

2016年
- グリムノーツ（瓦 戦兵衛、代用ウミガメ、ハンプティ・ダンプティ）
- サモンナイト6 失われた境界たち（ルヴァイド）
- スーパーロボット大戦OG ムーン・デュエラーズ（ライディース・F・ブランシュタイン、スカルナイト）
- スターオーシャン5 Integrity and Faithlessness（ダリル・カミューズ、アーロン）
- スターオーシャン:アナムネシス（ダリル・カミューズ、アスモデウス）
- 戦国BASARA 真田幸村伝（豊臣秀吉）
- 戦国無双 〜真田丸〜（長宗我部元親）
- チェインクロニクル（ランスバーン）
- Dies irae 〜Interview with Kaziklu Bey〜（ルートヴィヒ・ヴァン・ローゼンクランツ）
- テイルズ オブ アスタリア（ガイアス）
- テイルズ オブ リンク（ガイアス）
- 天下統一恋の乱 Love Ballad（明智光秀）
- トライリンク 光の女神と七魔獣（邪神ラハリール）
- ドラゴンボール ゼノバース2（三星龍）
- ボーイフレンド（仮）きらめき☆ノート（神凪統）
- 文豪とアルケミスト（永井荷風）

2017年
- アナザーエデン 時空を超える猫（ギルドナ）
- キングダム ハーツ HD 2.8 ファイナル チャプター プロローグ（テラ）
- 蒼き革命のヴァルキュリア（ドノヴァン・リンデコーア卿）
- スーパーロボット大戦V（アンドリュー・バルトフェルド、ガードダイバー、チンジャ・ルース）
- 遙かなる時空の中で3 Ultimate（白龍〈成長後〉）
- アトム:時空の果て（デッドクロス殿下）
- 黒騎士と白の魔王（オーディン）
- エアリアルレジェンズ（アルベルト）
- キャプテン翼 〜たたかえドリームチーム〜（火野竜馬）
- ガンダムバーサス（トレーズ・クシュリナーダ）
- カクテル王子（ミモザ）
- クランク・イン（西小路巴）
- 新テニスの王子様 RisingBeat（手塚国光）
- 鉄拳7（リー・チャオラン）

2018年
- スーパーロボット大戦X-Ω（2018年 - 2020年、アンドリュー・バルトフェルド、ブルース、ライディース・F・ブランシュタイン、ジギー・スター）
- スーパーロボット大戦X（ガードダイバー、チンジャ・ルース）
- オリンポスの郵便ポスト（クロ）
- 七つの大罪 ブリタニアの旅人（枢機卿ヘルブラム）
- 真・三國無双8（司馬懿、司馬師）
- 遙かなる時空の中で Ultimate（アクラム）
- ファイアーエムブレム ヒーローズ（2018年 - 2025年、フィン）
- Fate/EXTELLA LINK（ランスロット）
- テイルズ オブ ザ レイズ（2018年 - 2022年、ディムロス・ティンバー、ガイアス / 覇王 ガイアス）
- 無双OROCHI 3（遠呂智、真・遠呂智、司馬懿、司馬師、長宗我部元親）
- 機動戦士ガンダム エクストリームバーサス2（2018年 - 2025年、トレーズ・クシュリナーダ、アンドリュー・バルトフェルド） - 4作品
- 大乱闘スマッシュブラザーズ SPECIAL（Miiファイター〈タイプ5〉、アルカード、ゼロ）
- 夢間集（クロガネ）

2019年
- リボルバーズエイト（シンドバッド）
- セブンナイツ（シルベスター）
- キングダム ハーツIII（テラ）
- World of Tanks（戦車長ボイス）
- スーパーロボット大戦T（ガードダイバー、イノーバ、ワシールモン・ラズエルソン）
- ラングリッサー モバイル（レディン、レオン）
- スーパードラゴンボールヒーローズ ワールドミッション（三星龍）
- 金色のガッシュベル!! Golden Memories（ヴィンセント・バリー）
- ブラッドステインド:リチュアル・オブ・ザ・ナイト（OD）
- 妖怪ウォッチ4 ぼくらは同じ空を見上げている（青龍〈ライトサイド〉、青龍〈シャドウサイド〉、蒼龍、女郎蜘蛛に捕らわれたイケメン達）
- ぷよぷよ!!クエスト（2019年 - 2022年、Dr.マシリト、双子座のサガ、手塚国光）
- 鬼ノ哭ク邦（ガウォード）
- Sdorica（レイザー・バーナード）
- ブレイドエクスロード（ザギ・マヤトコ）
- 星鳴エコーズ（天覧堂ジャッファール）
- スターオーシャン1 First Departure R（アスモデウス）
- 妖怪ウォッチ4++（青龍〈ライトサイド〉、青龍〈シャドウサイド〉、蒼龍、女郎蜘蛛に捕らわれたイケメン達）
- 新サクラ大戦（プレジデントG / 幻庵葬徹）

2020年
- ワールドフリッパー（シュルト）
- 刀剣乱舞 ONLINE（2020年 - 2024年、日光一文字）
- 聖闘士星矢 ライジングコスモ（双子座 サガ）
- ロックマンX DiVE（2020年 - 2023年、ゼロ、ゼロ ナイトメア）
- ひめひび Another Princess Days 〜White or Black〜（皇艶真）
- ライブ・ア・ヒーロー!（ネッセン）

2021年
- 北斗の拳 LEGENDS ReVIVE（2021年 - 2023年、シャルル・ド・ギーズ、カルロス）
- New ポケモンスナップ（カガミ博士）
- 妖怪ウォッチ ぷにぷに（沖矢昴）
- ファイナルファンタジーVII リメイク インターグレード（ネロ）
- うたわれるもの斬2（ライコウ）
- 悪魔城ドラキュラ Grimoire of Souls（アルカード）
- 共闘ことばRPG コトダマン（ヴィンセント・バリー）
- スーパーロボット大戦30（マクレーン / ビルドタイガー / スーパービルドタイガー、イノーバ、ライディース・F・ブランシュタイン、クエスター）
- ONE PIECE トレジャークルーズ（黄猿 / ボルサリーノ）

2022年
- 夢職人と忘れじの黒い妖精（フォルクス）
- 機動戦士ガンダム アーセナルベース（2022年 - 2024年、トレーズ・クシュリナーダ、アンドリュー・バルトフェルド）
- スーパーロボット大戦DD（2022年 - 2023年、ライディース・F・ブランシュタイン）
- SDガンダム バトルアライアンス（ブリング・スタビティ）
- ガールフレンド（仮）（悪ペスト医者）
- モノクロームメビウス 刻ノ代贖（ライコウ）
- テイルズウィーバー：SecondRun（シベリン・ウー）

2023年
- ONE PIECE ODYSSEY（カク、黄猿 / ボルサリーノ）
- サクライグノラムス（呂布）
- ライザのアトリエ3 〜終わりの錬金術士と秘密の鍵〜（ドルト・カーティス）

2024年
- 金色のガッシュベル!! 永遠の絆の仲間たち（ヴィンセント・バリー）
- 鉄拳8（リー・チャオラン）
- ファイナルファンタジーVII リバース（ネロ）
- ユニコーンオーバーロード（アラミス）
- Death end re;Quest Code Z（スナーク）

2025年
- ゼノブレイドクロス ディフィニティブエディション（ルー）
- BLEACH Rebirth of Souls（朽木白哉）
- スーパーロボット大戦Y（アイザック・ゴドノフ）

### ドラマCD
- 赤毛のアン（マリラ・カスバート）
- アインザッツ（駆呂の父）
- アキカン!（男屋秀彦）
- 浅見光彦シリーズ「後鳥羽伝説殺人事件」（桐山）
- あそびにいくヨ!（宮城雄一）
- 新しいゲーム始めました。 〜使命もないのに最強です?〜（ホムラ）
- アニマムンディ 終りなき闇の舞踏 シリーズ（ゲオリク・ザベリスク伯爵）
  - ドラマCD第1弾親友編 遠き日の記憶
  - ドラマCD第2弾暗黒編 結社の狂宴
  - ドラマCD第3弾王宮編 反逆の警鐘
- アニメイトCDコレクション サイバーボッツ（ジン・サオトメ）
- アルスラーン戦記シリーズ（ブルハーン）
  - アルスラーン戦記【第2部】2 旌旗流転
  - アルスラーン戦記【第2部】3 妖雲群行
- いざ、出陣!恋戦 第二幕 真田十勇士がゆく!〜河童編〜（武田信玄[300]）
- イノセント・サイズ（二葉夏帆）
- Weiß kreuzシリーズ（クロフォード）
  - Weiß kreuz Dramatic Collection I The Holy Children
  - Weiß kreuz Dramatic Image Album III SCHWARZ I
  - Weiß kreuz Dramatic Image Album IV SCHWARZ II
- Vassalord.シリーズ（チャールズ＝J＝クリスフント）
- ヴァンパイアシリーズ（オルバス）
  - 電撃CD文庫EX ヴァンパイア 〜ザ ナイト ウォーリアーズ〜
  - ヴァンパイア・ナイト 〜お笑い夜の祭典〜 ※カセット
- 歌姫（トーマスの父）
- S.S.D.S. 〜Super Stylish Doctors Story〜シリーズ（霧谷玲司）
- 黄金勇者ゴルドラン
  - 総天然色CD大活劇「ワルター・ワルザックの大冒険」（レオンカイザー）
  - CDサウンド・ムービー・ショウ 華麗な探偵 ワルザック・ブラザーズ〜死神の逆位置（レオン）
- 王子様（笑）シリーズ（「竹取物語」の王子様）
- オーディオRPG 超龍戦記ザウロスナイト（ガリューサ）
- 大垣きゅん物語（赤坂智史）
- 男遊郭の秘めたる遊戯 黒曜の情（神楽[301]）
- オトダマ -音霊-（永妻恭優）
- オリンポス（ポセイドン）
- 風の歌 星の道 シリーズ（ディスクリート）
- 風の王国（リジム）
- 感応時間シリーズ 9 〜赤〜（サソリ）
- 奇才楽団物語「白之章」（ルーフェンス）
- 機動戦艦ナデシコ
  - アニメイトカセットコレクション 機動戦艦ナデシコ 「ナデシコ対ゲキ・ガンガー対宇宙人」……って、オイ!?（アカツキ・ナガレ、ロウコッツ[302]）
  - アニメイトカセットコレクション 機動戦艦ナデシコ 2 ナデシコ・ばらえてい（仮題）（アカツキ・ナガレ）
- きらきら馨るシリーズ（中務卿宮）
- キューティクル探偵因幡（緒方柚樹）
- 金田一少年の事件簿 死神病院殺人事件（明智健悟）
- 禁断（加納毬也）
- 禁断☆放課後の恋人 〜始まりのチャイム〜（小早川大樹）
- くすりのマジョラム（錠のパパ）
- クーデルカ（エドワード・プランケット）
- CLANNAD-クラナド-（古河秋生）
- CLAMP学園怪奇現象研究会事件ファイル（兎屋高雪）
- 剣が君 シリーズ（縁[213]）
  - 剣が君 主題歌「軌跡」※ミニドラマに出演
  - 剣が君 オリジナルサウンドトラック プラス ドラマ
  - 剣が君ドラマCD 剣の章「迷霧の箱根峠」
  - 剣が君ドラマCD 君の章「料理茶屋大騒動」
- 欲望と恋のめぐり シリーズ（若狭龝）
  - 欲望と恋のめぐり ドラマCD
  - 欲望と恋のめぐり ドラマCD II
- 幸福喫茶3丁目（松本南吉）
- ザ・キング・オブ・ファイターズ'94（草薙京）
- CDドラマコレクションズ 三國志（馬謖幼常）
- GファンタジーコミックCDコレクション ファイアーエムブレム暗黒竜と光の剣（リュート）
- シネマティックサウンドドラマSAMURAI DEEPER KYOシリーズ（大四老・遊庵）
- 少女の空想庭園 〜幸せな庭園より愛をこめて〜（Dr.リアリスト）
- 新・春香伝（夢龍）
- スイス時計の謎（神坂映一）
- スーパーロボット大戦OG THE SOUND CINEMA Vol.1〜3（ライディース・F・ブランシュタイン）
- スターオーシャン5 -Integrity and Faithlessness-（ダリル・カミューズ）
- STRANGE+シリーズ（正宗）
  - STRANGE+ THE DRAMA CD
  - STRANGE+ THE DRAMA CD2「DEEP SEEKER」
- 世紀末★ダーリン シリーズ（坂本三四郎）
- 絶対彼氏。（ガク・ナミキリ）
- ゼノサーガ OUTER FILE（リヒャルト）
- 7SEEDS（角又万作）
- セン恋。 After Story めぐりあいて 恋紫 国語の先生編（在原先生）
- 戦国無双 百花響演（長宗我部元親[303]）
- 先生!（伊藤貢作）
- 葬儀屋リドル（ブラッド）
- 創竜伝（竜堂続）
- ZONE-00 劇-III（黒薔薇朧児）
- DARK EDGE はじまりの予鈴（佐藤）
- タブロウ・ゲート（エリファス）
- TARAKOぱっぱらパラダイス（ブラッキィ）
- 超人学園ゴウカイザー ドラマCD Vol.1 - 3
- 月と闇の戦記（伊勢滋也）
- dearシリーズ（ケイン・クレバート）
- Dear Girl〜Stories〜 響 ドラマCD 暗黒響編（暗黒響・朔夜）
  - Dear Girl〜Stories〜 響 ドラマCD THE Final（暗黒響・朔夜[304]）
- D・N・ANGELシリーズ（ダーク・マウジー、アーネスト・クォーレ）
- ティンクルセイバーNOVA（浅凪九郎）
- テイルズ オブ デスティニー（ディムロス）
- DUEL LOVE 恋する乙女は勝利の女神 オリジナルドラマCD 恋する王子は勝利のヘブン（竜造寺景）
- TVアニメ スーパーロボット大戦OG ジ・インスペクター ドラマCD VOL.2（ライディース・F・ブランシュタイン）
- TVアニメ「プリンス・オブ・ストライド オルタナティブ」オーディオドラマ TAKE A DAY OFF（壇悠次郎[305]）
- 天国に涙はいらない〜臥竜鳳雛夫婦雛〜（アブデル）
- 天使禁猟区（アダム・カダモン）
- 東京クレイジーパラダイス（渋谷良行）
- 東京ミッドナイト シリーズ（藤堂弘也）
  - 東京ミッドナイト
  - 新・東京ミッドナイト
- ときめきメモリアル 彩のラブソング with you vol.1 - 5（大沢巧実）
- ときめきメモリアル Girl's Sideシリーズ（姫条まどか）
  - プロローグ〜ファースト・ラブ
  - ラジオドラマVol.2 〜feat.姫条まどか・鈴鹿和馬
  - Clovers' Graffiti 4 姫条まどか
  - chapter2 Another Season 〜Summer〜
  - イメージソングコレクション 〜Be Mine〜
  - 〜思い出の絵本（全員版）〜
- 幻想魔伝 最遊記 第四巻 Bad Company（夢天）
- トランスフォーマー キスぷれ ホットロディマス×シャオシャオ（ホットロディマス）
- ナデプロ!!（樋口龍）
- 七色仮面（ビル・オブライエン）
- 名も無き鳥の飛ぶ夜明け（大公、ベールゼブブ）
- 忍たま乱太郎シリーズ（善法寺伊作、魔界之小路）
- ハイパーあんな（三光院康成）
- 覇王大系リューナイトシリーズ（グラチェス）
  - 覇王大系リューナイト CDシネマ2「ティア・ダナーンの闘い」第1章
  - 覇王大系リューナイト CDシネマ3「ティア・ダナーンの闘い」第2章
  - 覇王大系リューナイト CDシネマ4「ティア・ダナーンの闘い」最終章
  - 続・アースティア密着24時 世界まるごとリューナイトテレビ
  - 覇王大系リューナイト外伝 聖騎士の約束
  - 覇王大系リューナイト CDシネマ1「カイオリスへの旅立ち」第1章
  - 覇王大系リューナイト CDシネマ2「カイオリスへの旅立ち」第2章
  - 覇王大系リューナイト CDシネマ3「カイオリスへの旅立ち」第3章
  - 覇王大系リューナイト CDシネマ4「カイオリスへの旅立ち」第4章
- 獏狩りシリーズ（朔夜）
  - 獏狩り
  - 獏狩り 〜神和篇〜
- BASTARD!! -暗黒の破壊神- 外伝 巻之三 魔導王封印篇
- パスタマフィア 1（ボロネーゼ）
- バッカーノ!（ラッド・ルッソ）
- 隠の王ドラマCD 『夏休み、別荘地盗難事件編』（風魔小太郎）
- バーヴェリアン四重奏（川上国臣）
- 幕末志士の恋愛事情 シリーズ（武市半平太）
  - 幕末志士の恋愛事情 ドラマCD 〜姫こう夜伽 ひかる君の手〜
  - 幕末志士の恋愛事情 ドラマCD あまつ乙女の争奪さわぎ 〜ほろ酔い祇園の夢一夜〜[306]
- 花ざかりの君たちへ（九条威月）
- 花咲きKomachi-Girls（三条小路幹彦）
- バレスタ（宮田英治）
- 光る猫爪（清川明良[307]）
- ひとり芝居 Lovers Only 5 - 僕は君に二度恋をする-（松澤〈空間プロデューサー〉）
- ひつじの涙（蓮見理人）
- FALCOM SPECIAL BOX '96
  - [DISC1] CDドラマ イースV-失われた砂の都ケフィン（ストーカー）
  - [DISC2] CDドラマ ブランディッシュ外伝（カール）
- Fantastic Fortune 2 シリーズ（ソロイ＝ブラーエ）
- 封殺鬼シリーズ（神島達彦）
- Fateシリーズ（ランスロット〈バーサーカー / セイバー〉）
  - Fate/Zero
  - Fate/stay night Original Soundtrack & Drama CD Garden of Avalon - glorious, after image[308]
  - 劇場版 Fate/Grand Order -神聖円卓領域キャメロット- 後編 Paladin; Agateram 豪華版パンフレット付属「Character Radio CD」（2021年）
- フォーチュン・クエスト（クレイ・S・アンダーソン）
- ふしぎ遊戯（心宿）
- フルーツバスケット（草摩紫呉）
- 新世紀GPXサイバーフォーミュラシリーズ（フランツ・ハイネル）
  - 新世紀GPXサイバーフォーミュラ ROUND1 サイバー・デート大作戦!
  - 新世紀GPXサイバーフォーミュラ ROUND2 愛と哀しみの誕生日!
  - 新世紀GPXサイバーフォーミュラ ROUND3 カップルレースだ!大混戦!!
  - 新世紀GPXサイバーフォーミュラ ROUND4 あなたとサイバーフォーミュラ・ナイト
  - 新世紀GPXサイバーフォーミュラ ROUND5 魔法のときめき少女ミラクルあすかちゅあん
  - 新世紀GPXサイバーフォーミュラ PICTURELAND1 風にのせて
  - 新世紀GPXサイバーフォーミュラ PICTURELAND2 白銀の対決
  - 新世紀GPXサイバーフォーミュラ PICTURELAND3 ファースト・ラブ、ネバー・ラブ
  - 新世紀GPXサイバーフォーミュラ PICTURELAND5 湯煙の街の対決!
  - 新世紀GPXサイバーフォーミュラ PICTURELAND6 ZEROの幻影
  - 新世紀GPXサイバーフォーミュラSAGA ROUND3 トラップ・オブ・ケルベロス
  - 新世紀GPXサイバーフォーミュラSAGA ROUND5 SAKURA
  - 新世紀GPXサイバーフォーミュラ SAGAII ROUND1 真実の一瞬
  - 新世紀GPXサイバーフォーミュラ SAGAII ROUND2 ウェディング・ラプソディー
  - 新世紀GPXサイバーフォーミュラ SAGAII ROUND3 鋼鉄のマイスタージンガー
  - 新世紀GPXサイバーフォーミュラ SAGAII ROUND4 レディ!!
- 僕のショパン シリーズ（フリードリヒ・カルクブレンナー）
  - 僕のショパン 名曲集&ドラマCD #1 ショパン
  - 僕のショパン 名曲集&ドラマCD #2 リスト
  - 僕のショパン 名曲集&ドラマCD #3 シューマン
  - 僕のショパン 名曲集&ドラマCD #4 メンデルスゾーン
- ぽっぷるメイルパラダイス シリーズ（ブラッキィ）
  - ぽっぷるメイルパラダイス
  - ぽっぷるメイル The Next Generation
- MARKER LIGHT-BLUE ドラマCD「the Water flows into the Flame 〜ヴェリテ オネット出会い編〜」（ヴェリテ[309]）
- マージナルプリンスシリーズ（ジョシュア・グラント）
  - ミニドラマ「ソクーロフ博士への連絡事項」（「Marginal Prince Songs 2.1 -Stanislav Sokurov-」内収録）
  - ミニドラマ「ミハイルとジョシュアのやくそく」（「Marginal Prince Songs2.2 -Mikhail Nevsky-」内収録）
- 魔神英雄伝ワタル外伝 CDシネマ4 ピュアピュアヒミコ 第四巻（刑事A）
- ママは小学4年生〜AFTER〜（天羽宙）
- 魔狼王烈風伝 外伝（蘇芳）
- まもって守護月天!再逢・伝心 まもって守護月天!（野村たかし〈2代目〉）
- ミリオンドール 第6巻付属ドラマCD「ミリオンドールnextbeat」（2020年、イトリオマネージャー）
- 無責任キッズ〜暗黒太陽小町〜（シゲチヨ）
- 女神異聞録ペルソナ（上杉秀彦）
- モノクローム・ファクター（焔緋）
- やさしい竜の殺し方シリーズ（雷牙王アルファード）
- バラエティドラマCD 大和彼氏 恋の天下は俺が獲る! 〜福岡VS北海道編〜（古賀大河）
- ユア・メモリーズオフ〜Girl's Style〜 ドラマCD Road of the Your 完全盤（市井清孝）
- 勇者警察ジェイデッカー CDミステリー劇場 「謎の招待状〜今、真実が明かされる時〜」（マクレーン、ムドラー）
- ラブ★コン シリーズ（2003年 - 2005年、深川遥）
- ラブセレブ 1 - 3（マネージャー花巻）
- ラブプレゼンター（置栖川春人）
- ランブルフィッシュ（藤真蒼威）
- 瑠璃の風に花は流れるシリーズ（深波）
  - 第1巻 黒の王太子
  - 第2巻 紫都の貴公子
- レイン 雨の日に生まれた戦士（レイグル）
- ロックマン危機一髪（ブルース、ロボ2、アナウンサー）

### BLCD
- ドアシリーズ（本田正一）
  - 開いてるドアから失礼しますよ
  - 最後のドアを閉めろ! 1 〜Replay〜
  - 最後のドアを閉めろ! 2
- 間の楔 DARK-EROGENOUS（ダリル）
- 悪魔の論理学1・2（伊集院）
- あふれそうなプール1・2 （花田智）
- 甘い融点（渋沢雅史）
- ANIMALX（鮎川裕司）
- 異国色恋浪漫譚シリーズ（権藤龍司）
- いとしのテディ・ボーイ1・2 （錦織宮緒）
- うたうたいの恋 Lover Songシリーズ（加賀ヒカル）
- 王子様のお勉強（教育係）
- 王様と私（飛鷹祐太郎）
- お金がないっシリーズ（祇園寅之介）
- 学園ヘヴンシリーズ（篠宮紘司）
- 課長の恋（大宝和彦）
- KIZUNAシリーズ（鮫島蘭丸）
- 貴族と熱砂の皇子（小野塚竹雪）
- きっと純愛というのは…♥ ロミロミシリーズ 4（雪川聖一郎）
- きみのとなりで眠りたい（高須美由紀）
- 金環触（メルローズ・ビシャス）
- グッドモーニング（齋藤）
- グラビテーションシリーズ（K）
- ケダモノ シリーズ （ウィルフレッド・G・ラトマー）
- 恋のシリーズ（高杉宝翔）
  - 恋のシーズニング
  - 恋のミキシング
  - 恋のミキシング 藤之宮君救済編
  - 恋のトッピング
- 高慢な天使と紳士な野蛮人（槇哉千里）
- この罪深き夜に（成田遼一郎）
- 仔羊捕獲ケーカク!シリーズ（久慈克貴）
- 叫んでやるぜ!シリーズ（水沢輝志）
- しあわせにできるシリーズ（久遠寺皇）
- 締め切りのその前に!?（不破総一郎）
- 純情シリーズ（朝比奈薫）
  - 純情ミステイク
  - 純情ロマンチカ
- 少年のフェロモン（森田悦郎）
- 好きなものは好きだからしょうがない!!シリーズ（永瀬芥）
- スキャンダルシリーズ（高橋飛鶴）
  - 学園祭はスキャンダル♥スキャンダルシリーズ 3
  - 聖なる夜のスキャンダル♥ スキャンダルシリーズ 4
  - 恋する瞳はスキャンダル♥ スキャンダルシリーズ 5
  - 修学旅行もスキャンダル♥ スキャンダルシリーズ 6
- 青桃院学園風紀録シリーズ（伊集院躑躅）
- 星陵最恐物語（潤真裕一郎）
- タクミくんシリーズ （崎義一）
- ちんつぶ 1-3（取手）
- ツインズ シリーズ（相模原敦司）
  - すきゃんだらすツインズ
  - でんじゃらすツインズ
  - もあでんじゃらすツインズ
  - みすてりあす♥ツインズ
  - まぁべらす♥ツインズ
- 罪な シリーズ（高梨良平）
  - 罪な約束
  - 罪なくちづけ
  - 罪な悪戯
  - 罪な宿命
  - 罪な復讐
- 帝都紳士倶楽部 ラピス オム（八島行秀）
- ナイト シリーズ
  - ナイトはお熱いのがお好き
- 情熱 シリーズ（久保佳人）
  - ひそやかな情熱
  - 情熱のゆくえ ひそやかな情熱 2
  - 情熱の飛沫（しずく）ひそやかな情熱 3
  - 情熱の結晶 ひそやかな情熱 4
- 富士見二丁目交響楽団シリーズ（守村悠季）
- 変 HEN
- ぼくはこのまま帰らない（吉成律朗）
- 魔王シリーズ（赦那）
  - ずっとあなただけ
  - ワガママな福音
- 右手にメス、左手に花束シリーズ（江南耕介）
- 淫ら シリーズ（中津忠利）
  - 淫らな罠に堕とされて
  - 淫らなキスに乱されて
  - 淫らな躰に酔わされて
  - 恋は淫らにしどけなく
- 誘惑 シリーズ（橘季慈）
  - 誘惑 〜セカンド・ストーリー〜
  - 誘惑 ファイナル・ステージ
- 天の華・地の風（周瑜公瑾）

### ラジオドラマ
- 角田信朗 〜傾いて候〜 よっしゃあ!「花の慶次」（2011年、伊達政宗）
- TVアニメ「ビッグオーダー」後日談的オリジナルオーディオドラマ（2016年、葉鳥半蔵）

### デジタルコミック
- VOMIC 放課後の王子様（2011年、手塚国光）
- 「フルーツバスケット」音声入りまんがDVD〜旅立ちの日、再び〜（2012年、草摩紫呉） - 『花とゆめ』24号応募者全員サービス
- 神々の海苔巻き（2016年、銀髪男[310]）
- dTV バトルスタディーズ（2018年、狩野笑太郎）
- BACK STAGE!!（2023年、瀬名聖夜[311]）

### 吹き替え

#### 担当俳優
ケニー・リン
- 王朝の陰謀 闇の四天王と黄金のドラゴン（医官シャトー・チョン）
- 三国志〜趙雲伝〜（趙雲）
- タイガー・マウンテン 雪原の死闘（203部隊隊長）
- ハーバー・クライシス 都市壊滅（チェン・チェン）
- ライズ・オブ・シードラゴン 謎の鉄の爪（シャトー・チョン）

スコット・フォーリー
- グレイズ・アナトミー 恋の解剖学（ヘンリー・バートン）
- ザ・ユニット 米軍極秘部隊（ボブ・ブラウン）
- スキャンダル 託された秘密（ジェイク・バラード）
- スクリーム3（ロマン・ブリッジャー）
- ドーソンズ・クリーク（クリフ・エリオット）
- フェリシティの青春（ノエル・クレーン）
- コードネーム: ウイスキー&キャバリエ -ふたりは最強スパイ-（ウィル・チェイス）

スティーヴン・フォン
- エンター・ザ・フェニックス（チャウ）
- THE SNOW（林保、里見）
- ジェネックス・コップ（マッチ）
- TAICHI/太極 ゼロ（アナン）
- TAICHI/太極 ヒーロー（アナン）
- ドラゴン・プロジェクト（ニッキー）

チャン・ヒョク
- ありがとうございます Thank you for the miracle（ミン・ギソ）
- 狼の墓標（′′′ミンソク′′′）
- 輝くか、狂うか（ワンソ）

テイラー・キッチュ
- バトルシップ（アレックス・ホッパー中尉）
- 野蛮なやつら/SAVAGES（チョン）
- ローン・サバイバー（マイケル・マーフィ大尉）

#### 映画
- いけにえ（ジェイク・グレイ〈ジェンセン・アクレス〉）
- イビサボーイズ GO DJ!（アドニス〈ジェームズ・マーレイ〉）
- 失われた男 NIGHTWORLD（ビニー少年〈ヒュー・オコナー〉）
- エイリアン: コヴェナント（オラム〈ビリー・クラダップ〉[314]）
- エクスカリバー（バリアント王子〈スティーヴン・モイヤー〉）※DVD版
- エクスペンダブルズ ニューブラッド（スアルト・ラフマト〈イコ・ウワイス〉[315]）
- 俺たちステップ・ブラザース -義兄弟-（デレク・ハフ〈アダム・スコット〉）
- キラー・ネット 殺人ゲームへようこそ（ジョー〈ポール・ベタニー〉）
- クライム・スピード（フランキー〈エイドリアン・ブロディ〉）
- クレイジー/ビューティフル（カルロス・ヌニェス〈ジェイ・ヘルナンデス〉）
- グローリー・ショット 〜栄光への軌跡〜（ジョー・ローガン〈ブランドン・ラウス〉）
- ゲルニカ（ワシル〈ジャック・ダヴェンポート〉）
- 恋のからさわぎ（ジョーイ・ダナー〈アンドリュー・キーガン〉）
- ゴッド・アンド・モンスター（クレイトン・ブーン〈ブレンダン・フレイザー〉）
- 誘う女（ジミー・エメット〈ホアキン・フェニックス〉）※ソフト版
- 三銃士/王妃の首飾りとダ・ヴィンチの飛行船（アラミス〈ルーク・エヴァンズ〉）※テレビ朝日版
- 少林寺（半空〈王珏〉）※DVD版
- タイタンズを忘れない（サンシャイン〈キップ・パルデュー〉）
- タイムマシン（ボックス〈オーランド・ジョーンズ〉）※DVD版
- ダブルチーム ※ソフト版
- ダンジョン&ドラゴン（リドリー・フリーボーン〈ジャスティン・ホーリン〉）※ソフト版
- ディープ・レスキュー（チャーリー）
- テキサス・チェーンソー（アンディ〈マイク・ヴォーゲル〉）
- デッドプール&ウルヴァリン（パラドックス〈マシュー・マクファディン〉[316]）
- 特殊部隊フォースメジャー ハイジャック殲滅作戦（フィリップ）
- 友へ チング（チョン・サンテク〈ソ・テファ〉）※DVD版
- ニック・オブ・タイム（ジーン・ワトソン〈ジョニー・デップ〉）※テレビ版
- ニューヨークの恋人 ※ソフト版
- ハード・アライブ（サイモン・テイト〈ディーン・ケイン〉）
- バービー（ケン〈スコット・エヴァンス〉[317]）
- パール・ハーバー（レッド〈ユエン・ブレムナー〉）※テレビ朝日版
- 白鯨との闘い（ジョージ・ポラード〈ベンジャミン・ウォーカー〉）
- PTU（PTU隊員）
- ビートルジュース ビートルジュース（リチャード〈サンティアゴ・カブレラ〉[318]）
- ファイナル・デッドコースター（ケヴィン・フィッシャー〈ライアン・メリマン〉）
- フライボーイズ（ブレイン・ローリングス〈ジェームズ・フランコ〉）
- ブラック&ホワイト（クリス）
- プレデターズ（エドウィン〈トファー・グレイス〉）
- ヘルボーイ（ジョン・マイヤーズ〈ルパート・エヴァンス〉）
- ホワイトクリスマス 恋しくて、逢いたくて（キム・ソヌ〈ソン・スンホン〉）
- 燃ゆる月（タン〈キム・ソックン〉）
- ラストサマー（バリー・ウィリアム・コックス〈ライアン・フィリップ〉）※テレビ朝日版
- レニー・ハーリン コベナント 幻魔降臨（ケイレブ〈スティーヴン・ストレイト〉）
- ロック、ストックシリーズ（ヨルディ〈ニコライ・コスター＝ワルドー〉）
  - ロック、ストック&フォー・ストールン・フーヴズ
  - ロック、ストック&スパゲッティ・ソース
- ロミオとジュリエット（ロミオ〈レナード・ホワイティング〉）※テレビ東京版（DVD収録）

#### ドラマ
- キリング・カインド 〜危険な関係〜（ナッシュ刑事〈カー・ローガン〉[319]）
- SCORPION/スコーピオン シーズン4 #18（スティーヴン・ピーターセン）
- 推奴（ソン・テハ〈オ・ジホ〉）※テレビ東京版
- TAKEN（サム・クロフォード〈ライアン・メリマン〉）
- ドールハウス Dollhouse シーズン2 #3（ジミーベーカー〈ジョセフ・シコラ〉）
- ミス・マープル6 終わりなき夜に生まれつく（マイク・ロジャーズ〈トム・ヒューズ〉）
- メア・オブ・イーストタウン / ある殺人事件の真実（コリン・ゼイベル〈エヴァン・ピーターズ〉[320]）
- メルローズ・プレイス（ジェフ）
- ヤング・スーパーマン シーズン1 #6（青年ハリー〈エリック・クリスチャン・オルセン〉）

#### アニメ
- 悪魔城ドラキュラ -キャッスルヴァニア-（トレバー・ベルモンド[321]）
- シザー・セブン（師匠）
- デルゴ（デルゴ）
- フェルディナンド（フェルディナンド）
- ブレイブ・リトル・トースター レスキュー大作戦!
- LEGO(R)ジュラシック・ワールド:インドミナス大脱走!（オーウェン・グレイディ）
- RWBY（クローバー・エビ）

#### 人形劇
- きかんしゃトーマス（レニアス 、ファーガス、ドナルドとダグラスの機関士 他）※フジテレビ版

### 特撮
- スーパー戦隊シリーズ
  - 未来戦隊タイムレンジャー（2001年、コンピューターエンジニア・ゲートの声）
  - 魔法戦隊マジレンジャー（2005年、冥府神五武神サイクロプスの声）
  - 手裏剣戦隊ニンニンジャー（2015年、牙鬼萬月の声[322]）
  - 帰ってきた手裏剣戦隊ニンニンジャー ニンニンガールズVSボーイズ FINAL WARS（2016年、牙鬼萬月の声[323]）
  - 快盗戦隊ルパンレンジャーVS警察戦隊パトレンジャー（2018年、ネロー・キルナーの声[324]）
- 仮面ライダーガッチャード（2023年 - 2024年、ギギストの声、ドンポセイドンの声、ドレッドライバーシステム音声[325][326]）
- 異世界転生したらドゲンジャーズだった件（2025年、アレガナイト[327]）

### ラジオ
※はインターネット配信。
- テニスの王子様 オン・ザ・レイディオ（2003年 - 2011年、文化放送、マンスリーパーソナリティー）
- アニプレックスアワー ハガレン放送局（2004年、ラジオ大阪・文化放送、マンスリーパーソナリティ）
- BLEACH “B” STATION（2005年 - 2010年、文化放送、マンスリーパーソナリティー）[328]
- NHK・青春アドベンチャー・「聖杯伝説」（ヨギ役）
- レディオマージナル・置鮎龍太郎の「君へ、おやすみ」（2005年 - 2006年、ラジオ関西）
- おっきー・しんでぃの獏狩りないと!（2007年 - 2008年、音泉※）
- おしゃべりやってまーす（2007年 - 、K'z Station※）
- 渚と早苗と秋生のおまえにハイパーレインボー（2008年 - 2009年、音泉※）
- 「Vassalord.」Radio Station（2009年、アニメイトTV※）
- オッキー・タイテムのRADIOアニメロミックス（2010年 - 2011年、文化放送 超!A&G+※・朝日放送・東海ラジオ）
- BINTANG GARDEN（2011年、FM802）
- 新テニスの王子様 オン・ザ・レイディオ（2012年 - 、文化放送、マンスリーパーソナリティー）
- 熱血!必中!ボイス・スパログ!（2012年、公式ブログ内※）
- 星空サンライズ（2014年、FM NACK5・funラジオ※）
- 大垣きゅんラジオ（2014年 - 2015年、大垣きゅん物語公式サイト内※・HiBiKi Radio Station※）
- ニューギンpresents 義風堂々!!〜音語り〜（2015年 - 2016年、文化放送・朝日放送・東海ラジオ・超!A&G+※）[329]
- ボイきら放送局＠星蘭学院（2016年 - 2017年、アニメイトタイムズ※）[330]
- 置鮎龍太郎・R藤本のニコ生やってま〜す！（2016年 - 、ニコニコ生放送※）
- 潔癖ラジオ!置鮎くん（2017年、アニメ公式サイト※）[331]

### テレビドラマ
- 青天を衝け（2021年6月20日、NHK大河ドラマ）[332] - 正親町三条実愛 役
- 名探偵だった俺が転生したら赤ちゃんだった件（2023年2月18日、中京テレビ） - 主演・御園生 役[333]

### 舞台
- 無限の住人（2016年2月11日 - 17日） - 虎杖 役
- もっけの幸いの「もっけ」ってモノノケの事なんだって。知ってる？（2016年9月26日 - 10月2日） - 慎二 役
- 犬神家の一族（2017年4月22日 - 30日） - 沢井警部 役
- 舞台版 声優に死す〜other side（2017年10月20日 - 29日） - 薊涼二 役
- 無限の住人 完結編（2018年5月13日 - 22日） - 御岳 役
- DARK CROWS 2019トキノソラ（2019年2月2日 - 11日） - 桂小五郎 役
- 冒険秘録 菊花大作戦（2019年9月28日 - 10月6日） - 黒岩四郎 役
- 立て！マジンガーZ!!（2022年11月25日 - 12月4日） - 兜剣造 役
- 舞台「よんでますよ、アザゼルさん。」（2023年2月10日 - 26日） - ベルゼブブ 役（Wキャスト）[334]
- エニグマ変奏曲（2024年8月24日）[335]

### 朗読劇
- Kiramune Presents リーディングライブ『悪魔のリドル〜escape 6〜』[336]（2013年10月26日、舞浜アンフィシアター） - 信楽椿 役
- 声のプロフェッショナルが奏でるリーディングシェイクスピア『マクベス』（2020年11月30日、池袋サンシャイン劇場） - バンクォー 役他[337]
- 声激「燈の守り人 〜明治開国編〜」（2021年11月1日・2日、OPENREC.tv〈オンライン配信のみ〉） - 杉重旺太郎 役
- 野村道子プロデュース 朗読歌劇 LaBoheme『ラ・ボエーム』〜愛あるかぎり〜（2022年1月8日・9日、杉田劇場） - マルチェッロ役[338]
- 朗読劇「世界から猫が消えたなら」（2022年6月27日、シアター1010） - 悪魔 役[339]
- 朗読ライブ「旅のラゴス」（2022年10月30日）
- 声激「燈の守り人 〜北海道開拓編〜」（2023年4月22日・28日、ニコニコ生放送〈オンライン配信のみ〉） - ナレーション
- 朗読劇ボイコメvol.2〜声優×吉本新喜劇（2024年8月18日、COOL JAPAN PARK OSAKA TTホール）[340]
- 声優朗読劇フォアレーゼン〜外伝・奥の細道〜（2025年2月15日、草加市文化会館ホール）[341]
- 音楽朗読劇「陰陽師」2025公演（2025年2月24日、よみうり大手町ホール） - 安倍晴明 役[342]
- 朗読劇『タチヨミ-最終巻-』（2025年6月12日、本多劇場）[343]
- キミに贈る朗読会『東京タワー 〜オカンとボクと、時々、オトン〜』（2025年5月3日・4日、TOKYO FM HALL） - オトン 役[344]
- 幻調乱歩4 夜明けに怯える怪機城（2025年9月1日〈予定〉、イイノホール）[345]

### ラジオ・トーク・朗読CD
- 乙女に捧げる 告白CD
- CLANNAD -クラナド- ラジオCD 渚と早苗のおまえにレインボー Vol.1（CD特別版ゲスト）
- 月刊男前図鑑 先生編 白盤（日舞の家元）
- DJCD 神戸前向女学院。 IV
- Story of 365days SPADE Anniversary from October to December（オズモーシス）
- 戦国武将物語〜大名編その壱〜（第四話「武田信玄物語」）
- 戦国武将物語外伝〜14の大名物語〜（武田信玄物語外伝「敗因は、強者揃い」）
- 高橋広樹のモモっとトークCD 置鮎龍太郎盤
- Double Score 〜Marguerite〜：橘隆蒼（橘隆蒼）
- でぃあーず せかいのものがたり〜青の本〜（第四話『ハーメルンの笛吹き』）
- でぃあーず せかいのものがたり〜夢の本〜（第七話『赤き宝』）
- ミツバチ声薬 『シカリンA』（木部）
- honeybee 羊でおやすみシリーズ Vol.7 「おやすみなさいませ お嬢様」
- 腐女子に捧げる 告白CD
- RADIO DJCD BLEACH “B” STATION Vol.4

### ナレーション

#### 映像
- ウルトラ特撮ワールド大全集（ビクタービデオ）
- ウンナンのホントコ!（TBS）
- FNNスーパーニュース（フジテレビ）
- 徳光和夫の感動再会!"逢いたい"（TBS）
- オリキュン（フジテレビ）
- サムライスピリッツ 天草降臨攻略ビデオ（新声社発売）
- 週刊 美肌一族（テレビ東京）
- 地上最大のTV動物園（フジテレビ、トリコとして）
- ふしぎがいっぱい（NHK Eテレ、4年生を担当）
- 女神のちからこぶ（テレビ朝日）
- ラブたま（テレビ東京）
- 地獄先生ぬ〜べ〜 #8（日本テレビ）
- 八村塁参戦!バスケ日本代表応援SP（2021年5月30日、日本テレビ）
- ねこ育て いぬ育て（2022年9月3日 - 、NHK BSプレミアム）

#### その他
- 司馬遼太郎短篇傑作選（ラジオ大阪）
- 越後上越天地人博（シアタールームのナレーション、2009年）
- 燈の守り人 灯台音声ガイド 山口県下関市 角島灯台（2020年[346]）

### テレビ番組
※はインターネット配信。
- アニメ星人新春スペシャル企画「男性声優ときめきレシピ」（2010年1月30日、チバテレビ）

### 映像商品
- テイルズ オブ フェスティバル 2012・2013
- テニスの王子様100曲マラソン
- テニプリフェスタ2009・2013
- テニプリフェスタ2011 in 武道館
- 男性声優 ときめきレシピ 〜置鮎龍太郎&緑川光&野島健児&三浦祥朗〜

### パチンコ・パチスロ
- CR私立!戦国学園（明智光一）
- CR義経物語（源頼朝）
- CRひかる源氏（中将）
- CRファナティックバトル（サイファ）
- CR地獄先生ぬ〜べ〜（鵺野鳴介）
- 蒼天の拳（シャルル・ド・ギーズ）
- クローズ（九能龍信、陣内公平、古川修、武田好誠）
- 押忍!! 豪炎高校應援團（炎舞弾）
- 押忍!! 豪炎高校應援團 檄（炎舞弾）
- CR真・花の慶次2（2017年、カルロス）
- マジカルハロウィン3（キール・インペリアル）
- マジカルハロウィン5（キール・インペリアル）※クロニクルバトル時

### 玩具
- 仮面ライダーガッチャード 変身ベルト DXドレッドライバー（2024年3月、システム音声）[325]

### その他コンテンツ
- あの歌がきこえる
- NHK教育 しらべてまとめて伝えよう 〜メディア入門〜（ボス）
- コラム「オッキーのゲーセンに行こう!」（ゲーメスト、1998年8月30日・9月15日合併号 - 1999年4月30日号）
- 志摩スペイン村・パルケエスパーニャ（アレハンドロ）
- パチスロ カイジ（一条）
- 原画と朗読で綴るサイボーグ009の世界 〜海底ピラミッドの謎を追え!〜（002 / ジェット・リンク）
- コナミ GetBackers-奪還屋-CM
- コナミ 遊☆戯☆王デュエルモンスターズ6 エキスパート2CM
- タカラ 建設合体ビルドタイガーCM（マクレーン）
- 幕末志士の恋愛事情 iOS版（武市半平太[347]）
- ミラクル☆トレイン〜中央線へようこそ〜（新宿慎太郎）
- 大和彼氏（古賀大河）
- 金曜ロードSHOW! 副音声解説（アイパートナー）担当。
- オーディオブック スマホを落としただけなのに 囚われの殺人鬼（森岡一）
- 燈の守り人〜幻想夜話〜（角島灯台[346][348]）
- Clock over ORQUESTA（栗花落四麻〈青年〉[349]）

## ディスコグラフィ

### シングル
|     | 発売日         | タイトル  | 規格品番  |
| --- | -------------- | --------- | --------- |
| 1st | 1994年11月26日 | Holy Love | DPDX-5009 |

### アルバム
|     | 発売日        | タイトル          | 規格品番   |
| --- | ------------- | ----------------- | ---------- |
| 1st | 1993年7月25日 | Come into My Life | DPCX-5010  |
| 2nd | 1994年9月25日 | 空のあしあと      | TKCA-70489 |
| 3rd | 2003年9月26日 | DAY AFTER DAY     | ABCA-5022  |

### キャラクターソング
| 発売日   | 商品名                                                                        | 歌 | 楽曲 | 備考                                                                                    |
| 1994年   | 1994年                                                                        | 1994年 | 1994年 | 1994年                                                                                  |
| -------- | ----------------------------------------------------------------------------- | --- | --- | --------------------------------------------------------------------------------------- |
| 9月21日  | ママレード・ボーイVol.3 ママレード・ヴォイス！                                | 松浦遊（置鮎龍太郎）                                                                                                 | 「RAIN」 | アニメ『ママレード・ボーイ』32話挿入歌                                                  |
| 1995年   |                                                                               | | |                                                                                         |
| 9月21日  | 陣内の世界エルハザード                                                        | 陣内克彦（置鮎龍太郎）                                                                                               | 「征服王・陣内克彦」 | アニメ『神秘の世界エルハザード』関連曲                                                  |
| 11月5日  | ママレード・ボーイVol.8 総集編だよっ！！                                      | 小石川光希（國府田マリ子）、松浦遊（置鮎龍太郎）                                                                     | 「with you〜眩しい季節へ〜」 | アニメ『ママレード・ボーイ』関連曲                                                      |
| 12月20日 | CDブック ふしぎ遊戯5 朱雀飛翔篇                                               | 心宿（置鮎龍太郎）                                                                                                   | 「神よ 歴史変えてくれ」 | CDブック『ふしぎ遊戯』関連曲                                                            |
| 1998年   |                                                                               | | |                                                                                         |
| 12月19日 | OVA 卒業M song collection                                                     | 新井透吾（緑川光）、高城紫門（置鮎龍太郎）、中本翔（林延年）、加藤勇祐（石川英郎）、志村未希磨（阪口大助）           | 「ハートは高気圧」 「友達をつくろう」 | OVA『卒業M』関連曲                                                                      |
| 12月19日 | OVA 卒業M song collection                                                     | 高城紫門（置鮎龍太郎）                                                                                               | 「Melody-go-round」 | OVA『卒業M』関連曲                                                                      |
| 1999年   |                                                                               | | |                                                                                         |
| 1月20日  | 悠久幻想曲 キャラクターシリーズVol.8 〜アルベルト・コーレイン〜               | アルベルト・コーレイン（置鮎龍太郎）                                                                                 | 「だから素直にスキと言えない…」 | ゲーム『悠久幻想曲 2nd Album』関連曲                                                    |
| 2002年   |                                                                               | | |                                                                                         |
| 4月3日   | テニスの王子様 オリジナルゲームサウンドトラック+                              | SEIGAKU Special Vocal Unit                                                                                           | 「青いジダイ」 | ゲーム『テニスの王子様』エンディングテーマ                                              |
| 5月22日  | キン肉マンII世 キャラクターソングコレクション 新世代正義超人の歌              | ケビンマスク（置鮎龍太郎）                                                                                           | 「GOD SAVE THE QUEEN」 | テレビアニメ『キン肉マンII世』関連曲                                                    |
| 7月3日   | THE BEST OF SEIGAKU PLAYERS II Kunimitsu Tezuka                               | 手塚国光（置鮎龍太郎）                                                                                               | 「横顔」 | テレビアニメ『テニスの王子様』関連曲                                                    |
| 7月25日  | 好きなものは好きだからしょうがない!! -HEAVENLY BREATH-                        | 永瀬芥（置鮎龍太郎）                                                                                                 | 「LOVE and LUST」 | ゲーム『好きなものは好きだからしょうがない!!』関連曲                                    |
| 11月6日  | WHITE LINE                                                                    | 青酢 | 「WHITE LINE」 | テレビアニメ『テニスの王子様』エンディングテーマ                                        |
| 11月6日  | WHITE LINE                                                                    | 青酢 | 「Happy×2☆Day!!」 | テレビアニメ『テニスの王子様』関連曲                                                    |
| 2003年   |                                                                               | | |                                                                                         |
| 9月3日   | ときめきメモリアル Girl's Side Clovers'Graffiti4 姫条まどか                   | 姫条まどか（置鮎龍太郎）                                                                                             | 「月は静かに」 | ゲーム『ときめきメモリアル Girl's Side』関連曲                                          |
| 10月22日 | Don't Look Back                                                               | 青酢 | 「Don't Look Back」 「FREEDOM」 | ラジオ『テニスの王子様 オン・ザ・レイディオ』オープニングテーマ                         |
| 10月22日 | BIRTHDAY 〜歩き始めた日〜                                                     | 青酢 | 「BIRTHDAY 〜歩き始めた日〜」 | テレビアニメ『テニスの王子様』関連曲                                                    |
| 11月6日  | Never Surrender                                                               | 手塚国光（置鮎龍太郎）                                                                                               | 「Never Surrender」 「ever」 | テレビアニメ『テニスの王子様』関連曲                                                    |
| 12月3日  | White Message                                                                 | 手塚国光（置鮎龍太郎）                                                                                               | 「White Message」 「想詩〜ウムクトゥ〜」 | テレビアニメ『テニスの王子様』関連曲                                                    |
| 2004年   |                                                                               | | |                                                                                         |
| 1月7日   | SINCE LAST GOODBYE                                                            | 手塚国光（置鮎龍太郎）                                                                                               | 「SINCE LAST GOODBYE」 「Road」 | テレビアニメ『テニスの王子様』関連曲                                                    |
| 5月26日  | 虹                                                                            | 手塚国光（置鮎龍太郎）                                                                                               | 「虹」 | ラジオ『テニスの王子様 オン・ザ・レイディオ』テーマソング                               |
| 2005年   |                                                                               | | |                                                                                         |
| 1月1日   | with                                                                          | 手塚国光（置鮎龍太郎）                                                                                               | 「Blaze away」 「Road」 「Mighty Wing」 「横顔（New Year Version）」 「愛すべき地球（ほし）」 「Never Surrender（Running Version）」 「Blue」 「証-あかし-」 | テレビアニメ『テニスの王子様』関連曲                                                    |
| 1月1日   | with                                                                          | 手塚国光（置鮎龍太郎）、越前リョーマ（皆川純子）                                                                     | 「ヒカリノサキ」 | テレビアニメ『テニスの王子様』関連曲                                                    |
| 1月1日   | with                                                                          | 手塚国光（置鮎龍太郎）、大石秀一郎（近藤孝行）、河村隆（川本成）                                                     | 「君を探してた」 | テレビアニメ『テニスの王子様』関連曲                                                    |
| 1月1日   | with                                                                          | 手塚国光（置鮎龍太郎）、不二周助（甲斐田ゆき）                                                                       | 「風の旅人（K&S Version）」 | テレビアニメ『テニスの王子様』関連曲                                                    |
| 1月1日   | with                                                                          | 手塚国光（置鮎龍太郎）、菊丸英二（高橋広樹）、乾貞治（津田健次郎）                                                   | 「キボウの詩（うた）」 | テレビアニメ『テニスの王子様』関連曲                                                    |
| 1月1日   | with                                                                          | 手塚国光（置鮎龍太郎）、海堂薫（喜安浩平）、桃城武（小野坂昌也）                                                     | 「男の美学」 | テレビアニメ『テニスの王子様』関連曲                                                    |
| 2月2日   | DEPARTURES                                                                    | 青酢+キャップと瓶 | 「DEPARTURES」 | 劇場アニメ『劇場版 テニスの王子様 跡部からの贈り物 君に捧げるテニプリ祭り』テーマソング |
| 2月26日  | 結晶                                                                          | 眼鏡's | 「眼鏡をはずす夜」 | テレビアニメ『テニスの王子様』関連曲                                                    |
| 4月13日  | 約束/We Love SEIGAKU - ありがとうを込めて                                     | SEIGAKU NINE PLAYERS                                                                                                 | 「We Love SEIGAKU - ありがとうを込めて」 | テレビアニメ『テニスの王子様』関連曲                                                    |
| 7月6日   | 好きなものは好きだからしょうがない!! TARGET.7 KAI                             | 永瀬芥（置鮎龍太郎）                                                                                                 | 「RELOADED」 | ゲーム『好きなものは好きだからしょうがない!!』関連曲                                    |
| 8月24日  | 『おねがいマイメロディ』キャラクターソングアルバム黒盤                        | 柊恵一（置鮎龍太郎）                                                                                                 | 「美・Guilty」 | テレビアニメ『おねがいマイメロディ』関連曲                                              |
| 9月1日   | Marginal Prince Songs1                                                        | ジョシュア・グラント（置鮎龍太郎）                                                                                   | 「君へ、おやすみ」 | ゲーム『マージナルプリンス〜月桂樹の王子達〜』関連曲                                    |
| 9月1日   | Marginal Prince Songs2                                                        | ジョシュア・グラント（置鮎龍太郎）                                                                                   | 「My Love is Forever-繰り返される歴史-」 | ゲーム『マージナルプリンス〜月桂樹の王子達〜』関連曲                                    |
| 10月7日  | 抱きしめてしまいそうさ                                                        | 手塚国光（置鮎龍太郎）                                                                                               | 「抱きしめてしまいそうさ」 | テレビアニメ『テニスの王子様』関連曲                                                    |
| 12月21日 | 美・最終楽章／夢喰らい                                                        | 柊恵一（置鮎龍太郎）                                                                                                 | 「美・最終楽章」 | テレビアニメ『おねがいマイメロディ』関連曲                                              |
| 2006年   |                                                                               | | |                                                                                         |
| 1月1日   | Go!Go!眼鏡's                                                                  | 眼鏡's | 「Go! Go! 眼鏡's」 | テレビアニメ『テニスの王子様』関連曲                                                    |
| 5月31日  | Flower -咲乱華-                                                               | GIGS | 「Flower -咲乱華-」 | OVA『テニスの王子様 全国大会篇』オープニングテーマ                                      |
| 7月26日  | ウサミミ仮面のあるばむ?                                                       | ウサミミ仮面（置鮎龍太郎）                                                                                           | 「おれはウサミミ仮面」 「夕陽のマリオネット」 「好き好きウサミミ仮面」 | テレビアニメ『おねがいマイメロディ』関連曲                                              |
| 11月29日 | おねがいマイメロディ キャラクターソングアルバム Boys                          | 柊恵一（置鮎龍太郎）                                                                                                 | 「Fly away〜夜のオブジェにしたくない〜」 | テレビアニメ『おねがいマイメロディ』関連曲                                              |
| 2007年   |                                                                               | | |                                                                                         |
| 1月31日  | 抱えたキセキ                                                                  | 青酢 | 「抱えたキセキ」 | OVA『テニスの王子様』オープニングテーマ                                                 |
| 2月14日  | キラ★キラ眼鏡's                                                               | 眼鏡's | 「キラ★キラ眼鏡's」 | テレビアニメ『テニスの王子様』関連曲                                                    |
| 2月14日  | Marginal Prince Songs3                                                        | ジョシュア・グラント（置鮎龍太郎）                                                                                   | 「葛藤〜自由への翼〜」 「Be My Love」 | ゲーム『マージナルプリンス〜月桂樹の王子達〜』関連曲                                    |
| 8月1日   | 真夏の眼鏡's                                                                  | 眼鏡's | 「真夏の眼鏡's」 | テレビアニメ『テニスの王子様』関連曲                                                    |
| 10月26日 | Over Drive キャラクターソングシリーズ Vol.4「SPARK」                          | 兵藤直人（置鮎龍太郎）                                                                                               | 「SPARK」 | テレビアニメ『Over Drive』関連曲                                                        |
| 12月5日  | おねがいマイメロディ クリスマすっきり                                         | クロミ（竹内順子）、柊恵一（置鮎龍太郎）、バク（前田登）                                                             | 「おめでとうクリスマス」 | テレビアニメ『おねがいマイメロディ』関連曲                                              |
| 12月5日  | おねがいマイメロディ クリスマすっきり                                         | 柊恵一（置鮎龍太郎）                                                                                                 | 「きよしこの夜」 | テレビアニメ『おねがいマイメロディ』関連曲                                              |
| 12月5日  | おねがいマイメロディ クリスマすっきり                                         | ウサミミ仮面（置鮎龍太郎）                                                                                           | 「ホーリー・ウサミミ・ナイト」 | テレビアニメ『おねがいマイメロディ』関連曲                                              |
| 12月22日 | 踊りませんか?眼鏡's                                                           | 眼鏡's | 「踊りませんか?眼鏡's」 | テレビアニメ『テニスの王子様』関連曲                                                    |
| 2008年   |                                                                               | | |                                                                                         |
| 2月29日  | ここで僕らは出会ってしまった                                                  | 不二周助（甲斐田ゆき）、手塚国光（置鮎龍太郎）                                                                       | 「ここで僕らは出会ってしまった」 | テレビアニメ『テニスの王子様』関連曲                                                    |
| 3月16日  | さよなら…眼鏡's                                                               | 眼鏡's | 「さよなら…眼鏡's」 | テレビアニメ『テニスの王子様』関連曲                                                    |
| 4月23日  | Dear Prince〜テニスの王子様達へ〜                                             | イケメン侍 | 「Dear Prince〜テニスの王子様達へ〜」 | テレビアニメ『テニスの王子様』関連曲                                                    |
| 5月21日  | BLEACH BEAT COLLECTION 4th SESSION：01 朽木白哉&朽木ルキア                    | 朽木白哉（置鮎龍太郎）                                                                                               | 「夜空の川」 | テレビアニメ『BLEACH』関連曲                                                            |
| 7月25日  | ユア・メモリーズオフ〜Girl's Style〜 ドラマ&キャラクターソング Vol6. 市井清孝 | 市井清孝（置鮎龍太郎）                                                                                               | 「Puzzle」 | ゲーム『ユア・メモリーズオフ〜Girl's Style〜』関連曲                                    |
| 8月13日  | バナナの涙                                                                    | 手塚国光（置鮎龍太郎）、真田弦一郎（楠大典）                                                                         | 「バナナの涙」 | テレビアニメ『テニスの王子様』関連曲                                                    |
| 9月10日  | 象さんのすきゃんてぃ                                                          | 手塚国光（置鮎龍太郎）、真田弦一郎（楠大典）                                                                         | 「象さんのすきゃんてぃ」 | テレビアニメ『テニスの王子様』関連曲                                                    |
| 10月8日  | 淋しい熱帯魚                                                                  | 手塚国光（置鮎龍太郎）、真田弦一郎（楠大典）                                                                         | 「淋しい熱帯魚」 | テレビアニメ『テニスの王子様』関連曲                                                    |
| 2009年   |                                                                               | | |                                                                                         |
| 1月1日   | 青酢のシングルスベスト                                                        | 青酢 | 「また君と」 | テレビアニメ『テニスの王子様』関連曲                                                    |
| 3月18日  | テニスの王子様 メモリアルアルバム「蝶番」                                     | 眼鏡's | 「キラ★キラ 眼鏡's」 「踊りませんか? 眼鏡's」 「Memory」 | テレビアニメ『テニスの王子様』関連曲                                                    |
| 3月18日  | テニスの王子様 メモリアルアルバム「蝶番」                                     | 手塚国光（置鮎龍太郎）                                                                                               | 「眼鏡をはずす夜」 | テレビアニメ『テニスの王子様』関連曲                                                    |
| 3月18日  | テニスの王子様 メモリアルアルバム「蝶番」                                     | マヨネーズ | 「真夏のマヨネーズ」 | テレビアニメ『テニスの王子様』関連曲                                                    |
| 3月18日  | BLEACH BEAT COLLECTION THE BEST 2                                             | 朽木白哉（置鮎龍太郎）、朽木ルキア（折笠富美子）                                                                     | 「Listen to ONE story」 | テレビアニメ『BLEACH』関連曲                                                            |
| 6月17日  | brand-new HEAVEN                                                              | 青春ソーダ | 「brand-new HEAVEN」 | テレビアニメ『テニスの王子様』関連曲                                                    |
| 10月7日  | IMPRESSIVE                                                                    | 手塚国光（置鮎龍太郎）                                                                                               | 「NEXT DOOR」 「WHITE LINE arrange E」 「SINCE LAST GOODBYE〜Niagara Version〜」 「翼〜ツバサ〜」 「抱きしめてしまいそうさ〜Eternal Version〜」 「White Message〜With Love Version〜」 「どこまでも」 「TRUTH」 「bravery」 「I LOVE YOU」 「Road 第II章〜君へ〜」 | テレビアニメ『テニスの王子様』関連曲                                                    |
| 2010年   |                                                                               | | |                                                                                         |
| 3月3日   | BLEACH BREATHLESS COLLECTION：06 朽木白哉 with 千本桜 and 村正                | 朽木白哉（置鮎龍太郎） with 千本桜（平川大輔）                                                                       | 「BLOSSOM」 | テレビアニメ『BLEACH 斬魄刀異聞篇』関連曲                                               |
| 10月6日  | ささやかなこの願い                                                            | 手塚国光（置鮎龍太郎）                                                                                               | 「ささやかなこの願い」 | テレビアニメ『テニスの王子様』関連曲                                                    |
| 12月15日 | ブリコン 〜BLEACH CONCEPT COVERS〜                                            | 朽木白哉（置鮎龍太郎）、阿散井恋次（伊藤健太郎）                                                                     | 「千の夜をこえて」 | テレビアニメ『BLEACH』関連曲                                                            |
| 2011年   |                                                                               | | |                                                                                         |
| 7月13日  | KiSS                                                                          | 手塚国光（置鮎龍太郎）                                                                                               | 「KiSS」 | テレビアニメ『テニスの王子様』関連曲                                                    |
| 10月19日 | トリコ キャラクターコレクション III                                           | トリコ（置鮎龍太郎）                                                                                                 | 「Fight and Eat!!」 | テレビアニメ『トリコ』関連曲                                                            |
| 2012年   |                                                                               | | |                                                                                         |
| 2月22日  | ENJOY                                                                         | 網球男児 | 「ENJOY」 | テレビアニメ『新テニスの王子様』エンディングテーマ                                      |
| 10月10日 | トリコ キャラクターコレクションIV                                             | トリコ（置鮎龍太郎）                                                                                                 | 「Brand-New Legend」 | テレビアニメ『トリコ』関連曲                                                            |
| 2013年   |                                                                               | | |                                                                                         |
| 10月1日  | メガネ☆セブン                                                                 | メガネ☆セブン | 「メガネ☆セブン」 | テレビアニメ『新テニスの王子様』関連曲                                                  |
| 11月6日  | メガネ☆パーティー                                                             | メガネ☆セブン | 「メガネ☆パーティー」 | テレビアニメ『新テニスの王子様』関連曲                                                  |
| 2014年   |                                                                               | | |                                                                                         |
| 3月19日  | EXIT TUNES PRESENTS ACTORS                                                    | 葛野大路颯馬（置鮎龍太郎）、光司陽太（保志総一朗）                                                                   | 「え？あぁ、そう。」 | キャラクターCD『ACTORS』関連曲                                                          |
| 3月19日  | EXIT TUNES PRESENTS ACTORS                                                    | 葛野大路颯馬（置鮎龍太郎）                                                                                           | 「ヴェノマニア公の狂気」 「心拍数#0822」 | キャラクターCD『ACTORS』関連曲                                                          |
| 3月26日  | S.S.D.S〜Super Stylish Doctors Story〜Vocal Album Romantic Pulse              | 霧谷玲司（置鮎龍太郎）                                                                                               | 「彷徨の果て」 | ドラマCD「S.S.D.S. 〜Super Stylish Doctors Story〜」関連曲                              |
| 10月15日 | 剣が君 キャラクターソング 地之章 黒羽実彰・縁                                 | 縁（置鮎龍太郎） | 「黄金色に包まれて」 | ゲーム『剣が君』関連曲                                                                  |
| 11月5日  | ACTORS-Extra Edition 2-feat.颯馬、燎、水月                                    | 葛野大路颯馬（置鮎龍太郎）                                                                                           | 「サリシノハラ」 | キャラクターCD『ACTORS』関連曲                                                          |
| 2015年   |                                                                               | | |                                                                                         |
| 1月28日  | バレンタイン・キッス                                                          | 手塚国光（置鮎龍太郎） with 青春学園中                                                                               | 「バレンタイン・キッス」 | テレビアニメ『テニスの王子様』関連曲                                                    |
| 3月4日   | ACTORS-Deluxe Duet Edition-                                                   | 葛野大路颯馬（置鮎龍太郎）、五月女燎（坪井智浩）                                                                     | 「いーあるふぁんくらぶ」 | キャラクターCD『ACTORS』関連曲                                                          |
| 5月13日  | Party Time                                                                    | 網球男児 | 「Party Time」 | OVA『新テニスの王子様 OVA vs Genius10』エンディングテーマ                               |
| 9月16日  | ACTORS - Songs Collection -                                                   | 葛野大路颯馬（置鮎龍太郎）                                                                                           | 「シリョクケンサ」 | キャラクターCD『ACTORS』関連曲                                                          |
| 10月7日  | Decide                                                                        | 手塚国光（置鮎龍太郎）                                                                                               | 「Decide」 | テレビアニメ『新テニスの王子様』関連曲                                                  |
| 11月25日 | 剣が君 for V 二重唱 朧月之章 黒羽実彰・縁                                     | 黒羽実彰（前野智昭）、縁（置鮎龍太郎）                                                                               | 「夢の橋」 | ゲーム『剣が君』関連曲                                                                  |
| 11月25日 | 剣が君 for V 二重唱 朧月之章 黒羽実彰・縁                                     | 縁（置鮎龍太郎） | 「夢の橋」 | ゲーム『剣が君』関連曲                                                                  |
| 2016年   |                                                                               | | |                                                                                         |
| 6月15日  | EXIT TUNES PRESENTS ACTORS5                                                   | 葛野大路颯馬（置鮎龍太郎）                                                                                           | 「星の唄」 | キャラクターCD『ACTORS』関連曲                                                          |
| 2017年   |                                                                               | | |                                                                                         |
| 2月22日  | Vanguard Best Album 3 「カードファイト!!ヴァンガードG」主題歌集I              | 伊吹コウジ（宮野真守）、安城マモル（柳田淳一）、大山リュウタロウ（置鮎龍太郎）                                       | 「ヴァンガ郎くん絵描き歌」 | テレビアニメ『カードファイト!! ヴァンガードG』関連曲                                    |
| 3月15日  | ACTORS - Deluxe Delight Edition -                                             | 光司陽太（保志総一朗）、葛野大路颯馬（置鮎龍太郎）、五月女燎（坪井智浩）                                             | 「デッドラインサーカス」 | キャラクターCD『ACTORS』関連曲                                                          |
| 4月12日  | ☆2nd SHOW TIME 2☆ アンシエント&team柊                                         | アンシエント | 「我ら、綾薙学園華桜会」 | テレビアニメ『スタミュ』第2期挿入歌                                                     |
| 5月3日   | ☆2nd SHOW TIME 5☆ 星谷×月皇×魚住&アンシエント                                 | アンシエント | 「SUPER×SPACER」 | テレビアニメ『スタミュ』第2期関連曲                                                     |
| 6月21日  | ☆2nd SHOW TIME 12☆ team鳳&team柊&揚羽×蜂矢×北原×南條&オールキャスト           | オールキャスト | 「Gift 〜カーテンコール〜」 | テレビアニメ『スタミュ』第2期挿入歌                                                     |
| 8月18日  | 太陽がくれた季節                                                              | 富士美高校サッカー部                                                                                                 | 「太陽がくれた季節」 | テレビアニメ『潔癖男子！青山くん』エンディングテーマ                                    |
| 8月18日  | 太陽がくれた季節                                                              | マキオ（置鮎龍太郎）                                                                                                 | 「JUST GOAL MY WAY」 | テレビアニメ『潔癖男子！青山くん』挿入歌                                                |
| 9月20日  | 潔癖男子！青山くん BD・DVD第1巻 きゃにめ特典CD                                | 青山くん（置鮎龍太郎）                                                                                               | 「太陽がくれた季節」 | テレビアニメ『潔癖男子！青山くん』関連曲                                                |
| 9月27日  | ボーイフレンド（仮）プロジェクト ミュージックアルバム 星蘭学院                | 星蘭生徒会 | 「way to the STAR」 | ゲーム『ボーイフレンド（仮）きらめき☆ノート』関連曲                                     |
| 9月27日  | ボーイフレンド（仮）プロジェクト ミュージックアルバム 星蘭学院                | 神凪統（置鮎龍太郎）                                                                                                 | 「果てしない空に」 | ゲーム『ボーイフレンド（仮）きらめき☆ノート』関連曲                                     |
| 9月27日  | ボーイフレンド（仮）プロジェクト ミュージックアルバム 星蘭学院                | 星蘭学院 | 「☆ Make Your Stage」 | ゲーム『ボーイフレンド（仮）きらめき☆ノート』関連曲                                     |
| 2018年   |                                                                               | | |                                                                                         |
| 1月13日  | S.S.D.S.ボーカルミニアルバム｢愛のビーチフラッグ｣                              | 霧谷玲司（置鮎龍太郎）                                                                                               | 「静寂なんてぶっとばせ！」 | S.S.D.Sシリーズ関連曲                                                                   |
| 1月17日  | 剣が君 百夜綴り キャラクターソング 春雷の章 螢・縁                            | 縁（置鮎龍太郎） | 「泡沫の夢」 | ゲーム『剣が君 百夜綴り』関連曲                                                         |
| 10月24日 | スタミュ in ハロウィン BD・DVD特典CD                                          | 揚羽陸（島﨑信長）、蜂矢聡（高梨謙吾）、南條聖（武内駿輔）、早乙女律（置鮎龍太郎）、双葉大我（保志総一朗）           | 「Wanna be Scream?」 | OVA『スタミュ in ハロウィン』挿入歌                                                     |
| 2019年   |                                                                               | | |                                                                                         |
| 2月20日  | 剣が君 百夜綴り 二重唱 夕凪の章 螢・縁                                        | 螢（KENN）、縁（置鮎龍太郎）                                                                                         | 「夏疾風」 | ゲーム『剣が君 百夜綴り』関連曲                                                         |
| 10月2日  | EXIT TUNES PRESENTS ACTORS7                                                   | 葛野大路颯馬（置鮎龍太郎）                                                                                           | 「心做し」 | キャラクターCD『ACTORS』関連曲                                                          |
| 10月2日  | EXIT TUNES PRESENTS ACTORS7 初回限定盤                                        | 鑑香水月（野島健児）、葛野大路颯馬（置鮎龍太郎）、光司陽太（保志総一朗）、東本桂士（杉山紀彰）、五月女燎（坪井智浩） | 「神のまにまに」 | キャラクターCD『ACTORS』関連曲                                                          |
| 10月30日 | INAZUMA SHOCK                                                                 | 歌唱部 | 「INAZUMA SHOCK」 | テレビアニメ『ACTORS -Songs Connection-』エンディングテーマ                             |
| 12月18日 | ACTORS -Songs Connection- キャラクターソング Vol.8 葛野大路颯馬               | 葛野大路颯馬（置鮎龍太郎）                                                                                           | 「Life is Dinner」 | テレビアニメ『ACTORS -Songs Connection-』関連曲                                         |
| 12月18日 | ACTORS -Songs Connection- キャラクターソング Vol.8 葛野大路颯馬               | 五月女燎（坪井智浩）、葛野大路颯馬（置鮎龍太郎）                                                                     | 「モノローグ・モノローグ」 | テレビアニメ『ACTORS -Songs Connection-』挿入歌                                         |
| 2020年   |                                                                               | | |                                                                                         |
| 5月20日  | ACTORS-Singing Contest Edition-sideB                                          | 葛野大路颯馬（置鮎龍太郎）                                                                                           | 「エメラルドシティ」 | キャラクターCD『ACTORS』関連曲                                                          |
| 2021年   |                                                                               | | |                                                                                         |
| 3月26日  | CLOQUESTA                                                                     | 栗花落四麻（置鮎龍太郎）                                                                                             | 「翅のカルテット」 | 『Clock over ORQUESTA』関連曲                                                           |
| 6月23日  | A3! ETERNAL GOD EP                                                            | 神木坂レニ（置鮎龍太郎）                                                                                             | 「永久の劇場」 | ゲーム『A3!』関連曲                                                                     |
| 12月1日  | Clock over ORQUESTA First season BATTLE Vol.05 栗花落四麻                     | 栗花落四麻（置鮎龍太郎、三瓶由布子）                                                                                 | 「言い訳」 | 『Clock over ORQUESTA』関連曲                                                           |
| 2022年   |                                                                               | | |                                                                                         |
| 5月25日  | 気分上々↑↑                                                                    | EIKO（96猫）、諸葛孔明（置鮎龍太郎）                                                                                 | 「気分上々↑↑」 | テレビアニメ『パリピ孔明』エンディングテーマ                                            |
| 5月25日  | 気分上々↑↑                                                                    | EIKO（96猫）、諸葛孔明（置鮎龍太郎）、KABE太人（千葉翔也）                                                           | 「気分上々↑↑」 | テレビアニメ『パリピ孔明』エンディングテーマ                                            |
| 5月25日  | 気分上々↑↑                                                                    | EIKO（96猫）、諸葛孔明（置鮎龍太郎）、KABE太人（千葉翔也）、久遠七海（Lezel）                                        | 「気分上々↑↑」 | テレビアニメ『パリピ孔明』エンディングテーマ                                            |

### その他参加楽曲
| 発売日         | 商品名                                                                    | 歌                                                                       | 楽曲 | 備考 |
| -------------- | ------------------------------------------------------------------------- | ------------------------------------------------------------------------ | --- | ---- |
| 2000年7月26日  | ミレニアム・シリーズ タイムカプセルVol.3 〜愛ってどうよ〜                 | 置鮎龍太郎                                                               | 「てっぺんまでもうすぐ 」 「それでいいよ 」 「LOVE IS ALIVE」 「太陽がいっぱい 」 「恋はいいね」 |      |
| 2008年1月23日  | 百歌声爛 -男性声優編II-                                                   | 置鮎龍太郎                                                               | 「スター!スター!カゲスター」〜 「立て!闘将ダイモス」〜 「強さは愛だ」〜 「真赤なスカーフ」〜 「やつらの足音のバラード」〜 「I Wish」〜 「future」〜 「大空のキャプター」〜 「ウルトラマン80」〜 「ライオン丸がやってくる」 |      |
| 2012年9月19日  | ディズニー声の王子様 第2弾 〜Love Stories〜 Standard Edition              | 置鮎龍太郎                                                               | 「ベラ・ノッテ」 |      |
| 2012年9月19日  | ディズニー声の王子様 第2弾 〜Love Stories〜 Standard Edition              | 石田彰、神谷浩史、下野紘、関智一、緑川光、置鮎龍太郎、岡本信彦、山寺宏一 | 「小さな世界」 |      |
| 2012年9月19日  | ディズニー声の王子様 弾2弾 〜Love Stories〜 Deluxe Edition                | 関智一、置鮎龍太郎                                                       | 「美女と野獣」 |      |
| 2013年3月27日  | ディズニー 声の王子様 東京ディズニーリゾート30周年記念盤 Standard Edition | 緑川光、置鮎龍太郎                                                       | 「君がいないと」 |      |
| 2013年3月27日  | ディズニー 声の王子様 東京ディズニーリゾート30周年記念盤 Deluxe Edition   | 鳥海浩輔、置鮎龍太郎                                                     | 「スウェプト・アウェイ」 |      |
| 2013年3月27日  | ディズニー 声の王子様 東京ディズニーリゾート30周年記念盤 Deluxe Edition   | 置鮎龍太郎                                                               | 「スウェプト・アウェイ」 |      |
| 2014年4月23日  | ディズニー声のドリーム・デュエット                                        | 置鮎龍太郎、平野綾                                                       | 「Love is an open door」 |      |
| 2017年12月20日 | POWER                                                                     | 置鮎龍太郎                                                               | 「ザ・ウルトラマン」 「好敵手」 |      |

### シリーズ一覧
1. ↑  第1シリーズ（1992年）、第2シリーズ『R』（1993年）、第3シリーズ『S』（1994年）、第4シリーズ『SuperS』（1995年）
2. ↑  第1期（1998年）、第2期『Glühen』（2002年）
3. ↑  第1期（1998年 - 1999年）、第2期『Revenge』（1999年 - 2000年）
4. ↑  第1作『十兵衛ちゃん -ラブリー眼帯の秘密-』（1999年）、第2作『十兵衛ちゃん2 -シベリア柳生の逆襲-』（2004年）
5. ↑  テレビシリーズ（2000年）、特番『クリスマス・スペシャル 〜サイレント・イヴ〜』（2000年12月25日）、特番『春スペシャル 〜キミ サクラチルナカレ!!〜』（2001年4月2日）
6. ↑  第1作（2001年 - 2005年）、第2作『新テニスの王子様』（2012年）、第3作『U-17 WORLD CUP』（2022年）、第3作続編『新テニスの王子様 U-17 WORLD CUP SEMIFINAL』（2024年）
7. ↑  第1期（2002年）、第2期『ULTIMATE MUSCLE』（2004年）、第3期『ULTIMATE MUSCLE2』（2006年）
8. ↑  第1期（2004年）、第2期『-日米決戦編-』（2006年）、第3期『影道編』（2010年）、第4期『世界大会編』（2011年）
9. ↑  第1期（2005年 - 2006年）、第2期『〜くるくるシャッフル!〜』（2006年 - 2007年）、第3期『すっきり♪』（2007年 ）、第4期『きららっ★』（2008年）
10. ↑  第1期（2007年 - 2008年）、第2期『CLANNAD 〜AFTER STORY〜』（2008年 - 2009年）
11. ↑  『紅の月』（2007年12月28日）、『終わりなき運命』（2010年1月3日）
12. ↑  第1期（2008年）、第2期『2』（2008年）、第3期『3』（2015年）
13. ↑  第2期『弐』（2010年）、第3期『Judge End』（2014年）
14. ↑  第1期（2011年）、第4期『終夜篇』（2025年）
15. ↑  第1期（2011年）、第2期『NEXT』（2013年）
16. ↑  第1期『ド♪』（2012年）、第2期『レ♪』（2012年）、第3期『ミ☆』（2013年）
17. ↑  第1期（2013年）、第2期『2』（2015年）
18. ↑  第1期（2014年 - 2015年）、第2期『ギアースクライシス編』（2015年 - 2016年）、第3期『ストライドゲート編』（2016年）、第4期『NEXT』（2016年 - 2017年）、第5期『Z』（2017年 - 2018年）
19. ↑  第1期（2014年）、第2期『真 ストレンジ・プラス』（2014年）
20. ↑  第2期『II』（2014年）、第3期『III』（2019年）、第4期『IV』（2022年）、第5期『V』（2024年）
21. ↑  第1期（2014年 - 2015年）、第3期『神々の逆鱗』（2019年）
22. ↑  第1期（2014年）、第2期『来訪者編』（2020年）、第3期（2024年）
23. ↑  第1期（2015年）、第2期『II』（2018年）
24. ↑  第1期（2015年）、第2期『承』（2016年）
25. ↑  1stシーズン（2015年 - 2016年）、2ndシーズン（2021年）
26. ↑  第1期（2016年）、第2期『〜伊勢・金ヶ崎篇〜』（2017年）、第3期『〜姉川・石山篇〜』（2018年）
27. ↑  第1期（2017年）、第2期『××』（2019年）
28. ↑  第3期後半『餐ノ皿 遠月列車篇』（2018年）、第4期『神ノ皿』（2019年）、第5期『豪ノ皿』（2020年）
29. ↑  第1期（2018年）、第2期『Ω』（2021年）
30. ↑  新右衛門編（2019年 - 2020年）、『外伝 イフ-if-』（2020年）
31. ↑  第1期（2020年）、第2期『2』（2025年）
32. ↑  第1期（2020年）、第2期『r=1-sinθ』（2022年）
33. ↑  SEASON SPRING & SUMMER（2020年）、SEASON AUTUMN & WINTER（2020年）
34. ↑  第1期（2020年）、第2期『II』（2023年）
35. ↑  シーズン1（2021年）、シーズン2（2022年）
36. ↑  第1クール（2022年）、第2クール『-訣別譚-』（2023年）、第3クール『-相剋譚-』（2024年）
37. ↑  第1期『序幕東京』（2023年）、第2期『京都動乱』（2024年）
38. ↑  『年末スペシャル2022』（2022年）、Season1（2023年）、『大忘年おたのしみ会2023』（2023年）、Season2（2024年）、Season3（2025年）
39. ↑  『S』、『2』（1995年）、『2プラス』、『URA』、『3』（1996年）、『パズルアリーナ闘神伝』（1997年）、『闘神伝カードクエスト』（1998年）、『昴』（1999年）
40. ↑  『ゲーム天国』（1997年）※セガサターン版、『GUNばれ！ゲーム天国』（1998年）
41. ↑  『F』（2000年）、『F.I.F』（2001年）、『NEO』（2002年）、『SEED』（2004年）、『PORTABLE』（2006年）、『WARS』（2009年）、『WORLD』『3D』（2011年）、『OVER WORLD』（2012年）、『CROSSRAYS』（2019年）、『ETERNAL』（2025年）
42. ↑  PS2版（2008年）、PSP版（2009年）
43. ↑  『エクストリームバーサス』（2010年）、『フルブースト』（2012年 - 2014年）、『マキシブースト』（2014年）、『フォース』（2016年）、『マキシブースト ON』（2016年）
44. ↑  『学年対抗戦パズル！の段』（2010年）、『吹っ飛びパズル！の段』（2015年）
45. ↑  『海賊無双』（2012年）、『海賊無双2』（2013年）、『海賊無双3』（2015年）、『海賊無双4』（2020年）
46. ↑  『ドラゴンボールヒーローズ』（2014年）、『アルティメットミッションX』（2017年）、『スーパードラゴンボールヒーローズ』（2018年）
47. ↑  『Grand Order』（2015年 - 2023年）、『Arcade』（2018年 - 2019年）
48. ↑  『エクストリームバーサス2』（2018年）、『クロスブースト』（2021年）、『オーバーブースト』（2023年）、『インフィニットブースト』（2025年）

### 初出話一覧
1. ↑  第29話初出
2. 1 2 3 4  第1話初出
3. ↑  第4期『終夜篇』 第8話初出
4. ↑  第1期 第7話初出
5. ↑  第87話初出
6. ↑  第80話初出
7. 1 2  第6話初出
8. ↑  第7話初出
9. ↑  第79話初出
10. ↑  第46話初出
11. ↑  第5話初出
12. 1 2  第2話初出
13. ↑  第8話初出
14. ↑  第3話初出
15. ↑  第9話初出
16. ↑  第10話初出
17. ↑  第14話初出
18. ↑  第4話初出

### ユニットメンバー
1. ↑  越前リョーマ（皆川純子）、手塚国光（置鮎龍太郎）、不二周助（甲斐田ゆき）、菊丸英二（高橋広樹）
2. 1 2 3 4 5  越前リョーマ（皆川純子）、手塚国光（置鮎龍太郎）、不二周助（甲斐田ゆき）、大石秀一郎（近藤孝行）
3. ↑  菊丸英二（高橋広樹）、乾貞治（津田健次郎）、河村隆（川本成）、桃城武（小野坂昌也）、海堂薫（喜安浩平）
4. 1 2 3 4 5 6 7  忍足侑士（木内秀信）、手塚国光（置鮎龍太郎）、乾貞治（津田健次郎）
5. ↑  越前リョーマ（皆川純子）、手塚国光（置鮎龍太郎）、大石秀一郎（近藤孝行）、不二周助（甲斐田ゆき）、菊丸英二（高橋広樹）、乾貞治（津田健次郎）、河村隆（川本成）、桃城武（小野坂昌也）、海堂薫（喜安浩平）
6. ↑  越前リョーマ（皆川純子）、手塚国光（置鮎龍太郎）、跡部景吾（諏訪部順一）、真田弦一郎（楠大典）
7. ↑  越前リョーマ（皆川純子）、手塚国光（置鮎龍太郎）、跡部景吾（諏訪部順一）、幸村精市（永井幸子）、真田弦一郎（楠大典）、木手永四郎（新垣樽助）、白石蔵ノ介（細谷佳正）
8. ↑  忍足侑士（木内秀信）、手塚国光（置鮎龍太郎）、乾貞治（津田健次郎）、真田弦一郎（楠大典）
9. ↑  越前リョーマ（皆川純子）、手塚国光（置鮎龍太郎）、桃城武（小野坂昌也）、海堂薫（喜安浩平）
10. 1 2  越前リョーマ（皆川純子）、手塚国光（置鮎龍太郎）、丸井ブン太（高橋直純）、切原赤也（森久保祥太郎）、忍足謙也（福山潤）、遠山金太郎（杉本ゆう）
11. ↑  忍足侑士（木内秀信）、手塚国光（置鮎龍太郎）、乾貞治（津田健次郎）、木手永四郎（新垣樽助）、柳生比呂士（津田英佑）、金色小春（内藤玲）、越前リョーマ（皆川純子）
12. ↑  不二周助（甲斐田ゆき）、河村隆（川本成）
13. ↑  月皇遥斗（子安武人）、魚住朝喜（森川智之）、早乙女律（置鮎龍太郎）、双葉大我（保志総一朗）
14. ↑  星谷悠太（花江夏樹）、那雪透（小野賢章）、月皇海斗（ランズベリー・アーサー）、天花寺翔（細谷佳正）、空閑愁（前野智昭）、辰己琉唯（岡本信彦）、申渡栄吾（内田雄馬）、戌峰誠士郎（興津和幸）、虎石和泉（KENN）、卯川晶（松岡禎丞）、揚羽陸（島﨑信長）、蜂矢聡（高梨謙吾）、北原廉（梅原裕一郎）、南條聖（武内駿輔）、鳳樹（諏訪部順一）、柊翼（平川大輔）、暁鏡司（森久保祥太郎）、楪・C・リオン（鳥海浩輔）、漣朔也（羽多野渉）、月皇遥斗（子安武人）、魚住朝喜（森川智之）、早乙女律（置鮎龍太郎）、双葉大我（保志総一朗）
15. ↑  青山くん（置鮎龍太郎）、財前かおる（関智一）、坂井一馬（保志総一朗）、塚本仁（阪口大助）、吉岡太一（吉野裕行）
16. ↑  戌亥幸太朗（武内駿輔）、神凪統（置鮎龍太郎）、城戸戦治（増田俊樹）
17. ↑  戌亥幸太朗（武内駿輔）、神凪統（置鮎龍太郎）、城戸戦治（増田俊樹）、冴刃シン（林勇）、野宮一期（山下大輝）
18. ↑  鑑香水月（野島健児）、五月女燎（坪井智浩）、葛野大路颯馬（置鮎龍太郎）、光司陽太（保志総一朗）